# Persone di nome Andrea
| Questa pagina contiene informazioni ricavate automaticamente dalle voci biografiche con l'ausilio del template Bio e di un bot. L'aggiornamento è periodico e automatico e ricostruisce completamente la pagina. Se manca una persona in questa lista, sei pregato di non aggiungerla, ma accertati piuttosto che la sua voce biografica contenga il template Bio e che i dati anagrafici siano correttamente compilati. Se il template Bio manca, inseriscilo tu stesso o, in alternativa, metti l'avviso {{tmp\|Bio}} che ne segnala la mancanza. Se i dati riportati sono sbagliati, correggi direttamente la voce biografica; le modifiche saranno visibili in questa lista entro pochi giorni. Per chiarimenti vedi il progetto antroponimi. La lista contiene solo le 1.760 persone che sono citate nell'enciclopedia e per le quali è stato implementato correttamente il template Bio. Pagina aggiornata al 6 ago 2025. |

Questa è una lista di persone presenti nell'enciclopedia che hanno il nome Andrea, suddivise per attività principale.

## Abati(1)
- Andrea di San Vittore, abate francese (Inghilterra - Herefordshire, † 1175)

## Agronomi(1)
- Andrea Segrè, agronomo e economista italiano (Trieste, n. 1961)

## Allenatori di atletica leggera(1)
- Andrea Bartoli, allenatore di atletica leggera italiano (Vetralla, n. 1940 - Milano, † 2018)

## Allenatori di calcio a 5(3)
- Andrea Bearzi, allenatore di calcio a 5 e ex giocatore di calcio a 5 italiano (La Spezia, n. 1975)
- Andrea Bucciol, allenatore di calcio a 5 italiano (Venezia, n. 1967)
- Andrea Cristoforetti, allenatore di calcio a 5 e ex giocatore di calcio a 5 italiano (Johannesburg, n. 1974)

## Allenatori di hockey su ghiaccio(1)
- Andrea Ambrosi, allenatore di hockey su ghiaccio e ex hockeista su ghiaccio italiano (Trento, n. 1987)

## Allenatori di hockey su pista(1)
- Andrea Perin, allenatore di hockey su pista e ex hockeista su pista italiano (Valdagno)

## Allenatori di pallacanestro(10)
- Andrea Capobianco, allenatore di pallacanestro italiano (Napoli, n. 1966)
- Andrea Cattani, allenatore di pallacanestro e ex cestista italiano (Catanzaro, n. 1978)
- Andrea Crosariol, allenatore di pallacanestro e ex cestista italiano (Milano, n. 1984)
- Andrea Diana, allenatore di pallacanestro italiano (Livorno, n. 1975)
- Andrea Liberalotto, allenatore di pallacanestro italiano (Piazzola sul Brenta, n. 1979)
- Andrea Maghelli, allenatore di pallacanestro italiano (Brindisi, n. 1971)
- Andrea Mazzon, allenatore di pallacanestro italiano (Venezia, n. 1966)
- Andrea Niccolai, allenatore di pallacanestro, ex cestista e dirigente sportivo italiano (Pistoia, n. 1968)
- Andrea Petitpierre, allenatore di pallacanestro italiano (Brescia, n. 1949)
- Andrea Trinchieri, allenatore di pallacanestro italiano (Milano, n. 1968)

## Allenatori di pallanuoto(1)
- Andrea Scotti Galletta, allenatore di pallanuoto e ex pallanuotista italiano (Napoli, n. 1982)

## Allenatori di pallavolo(7)
- Andrea Anastasi, allenatore di pallavolo e ex pallavolista italiano (Poggio Rusco, n. 1960)
- Andrea Burattini, allenatore di pallavolo italiano (Chiaravalle, n. 1967)
- Andrea Gardini, allenatore di pallavolo, dirigente sportivo e ex pallavolista italiano (Bagnacavallo, n. 1965)
- Andrea Giani, allenatore di pallavolo e ex pallavolista italiano (Napoli, n. 1970)
- Andrea Giovi, allenatore di pallavolo e ex pallavolista italiano (Perugia, n. 1983)
- Andrea Radici, allenatore di pallavolo italiano (Città di Castello, n. 1966)
- Andrea Tomatis, allenatore di pallavolo italiano (Milano, n. 1978)

## Alpinisti(1)
- Andrea Oggioni, alpinista italiano (Villasanta, n. 1930 - Monte Bianco, † 1961)

## Altiste(2)
- Andrea Bienias, ex altista tedesca (Lipsia, n. 1959)
- Andrea Mátay, ex altista ungherese (Budapest, n. 1955)

## Altisti(1)
- Andrea Bettinelli, altista italiano (Bergamo, n. 1978)

## Ambasciatori(1)
- Andrea Cappello, ambasciatore e banchiere italiano (Roma, † 1493)

## Ammiragli(5)
- Andrea Carlo Agostino Del Santo, ammiraglio e politico italiano (Genova, n. 1830 - Genova, † 1905)
- Andrea Doria, ammiraglio, politico e nobile italiano (Oneglia, n. 1466 - Genova, † 1560)
- Andrea Pisani, ammiraglio italiano (Venezia, n. 1662 - Corfù, † 1718)
- Andrea Provana di Leinì, ammiraglio italiano (Leinì - Nizza, † 1592)
- Andrea Querini Stampalia, ammiraglio austriaco (Venezia, n. 1757 - Venezia, † 1825)

## Anarchici(1)
- Andrea Salsedo, anarchico italiano (Pantelleria, n. 1881 - New York, † 1920)

## Arbitri di calcio(3)
- Andrea Colombo, arbitro di calcio italiano (Como, n. 1990)
- Andrea De Marco, ex arbitro di calcio e opinionista italiano (Sestri Levante, n. 1973)
- Andrea Gervasoni, ex arbitro di calcio italiano (Castiglione delle Stiviere, n. 1975)

## Arbitri di calcio a 5(1)
- Andrea Lastrucci, arbitro di calcio a 5 italiano (Prato, n. 1960 - Prato, † 2020)

## Arbitri di rugby a 15(1)
- Andrea Piardi, arbitro di rugby a 15 italiano (Brescia, n. 1992)

## Archeologi(2)
- Andrea Carandini, archeologo e saggista italiano (Roma, n. 1937)
- Andrea de Jorio, archeologo e etnografo italiano (Procida, n. 1769 - Napoli, † 1851)

## Architetti(26)
- Andrea Belli, architetto maltese (n. 1703 - † 1772)
- Andrea Biffi, architetto italiano (Milano, n. 1645 - Milano, † 1686)
- Andrea Bonistalli, architetto italiano
- Andrea Branzi, architetto e designer italiano (Firenze, n. 1938 - Milano, † 2023)
- Andrea Bruno, architetto italiano (Torino, n. 1931 - Torino, † 2025)
- Andrea Buora, architetto e scultore italiano (Venezia - † 1556)
- Andrea Busiri Vici, architetto italiano (Roma, n. 1818 - Roma, † 1911)
- Andrea Busiri Vici, architetto e storico dell'arte italiano (Roma, n. 1903 - Roma, † 1989)
- Andrea Calamech, architetto e scultore italiano (Carrara, n. 1524 - Messina, † 1589)
- Andrea Ceresola, architetto italiano (Lanzo d'Intelvi)
- Andrea Cirrincione, architetto e religioso italiano (n. 1607 - Palermo, † 1683)
- Andrea Galassini, architetto e stuccatore svizzero (Lugano, n. 1680 - Schrozberg, † 1766)
- Andrea Giganti, architetto italiano (Trapani, n. 1731 - Palermo, † 1787)
- Andrea Maffei, architetto italiano (Modena, n. 1968)
- Andrea da Faenza, architetto, religioso e presbitero italiano (Faenza, n. 1319 - Bologna, † 1396)
- Andrea Marchesi, architetto, intagliatore e scultore italiano (Formigine - Bologna, † 1559)
- Andrea Moroni, architetto italiano (Albino - † 1560)
- Andrea Pagnossin, architetto italiano (Treviso)
- Andrea Palladio, architetto, teorico dell'architettura e scenografo italiano (Padova, n. 1508 - Maser, † 1580)
- Andrea Palma, architetto e ingegnere italiano (Trapani - Palermo, † 1730)
- Andrea Pizzala, architetto italiano (n. 1798 - † 1862)
- Andrea Ruffolo, architetto, scrittore e pittore italiano (Grosseto, n. 1953)
- Andrea Scala, architetto italiano (Udine, n. 1820 - Udine, † 1892)
- Andrea Tirali, architetto italiano (Venezia, n. 1657 - Monselice, † 1737)
- Andrea Vici, architetto italiano (Arcevia, n. 1743 - Roma, † 1817)
- Andrea da Valle, architetto italiano (Valle di Capodistria - † 1578)

## Archivisti(1)
- Andrea Da Mosto, archivista italiano (Graz, n. 1868 - Venezia, † 1960)

## Arcieri(1)
- Andrea Parenti, arciere italiano (Casalecchio di Reno, n. 1965)

## Arcivescovi(4)
- Andrea da Cantiano, arcivescovo italiano (Cantiano - Milano, † 906)
- Andrea di Cesarea, arcivescovo e teologo bizantino
- Andrea di Tessalonica, arcivescovo bizantino
- Andrea di Bari, arcivescovo italiano († 1078)

## Arcivescovi cattolici(21)
- Andrea Matteo Acquaviva d'Aragona, arcivescovo cattolico italiano (probabilmente Atri - † 1576)
- Andrea di Caloccia, arcivescovo cattolico e diplomatico ungherese († 1186)
- Andrea Bellandi, arcivescovo cattolico italiano (Firenze, n. 1960)
- Andrea Buondelmonti, arcivescovo cattolico italiano (Firenze, n. 1465 - Firenze, † 1542)
- Andrea Cardamone, arcivescovo cattolico italiano (Tramonti, n. 1729 - Rossano, † 1800)
- Andrea Caron, arcivescovo cattolico italiano (Rosà, n. 1848 - Montecassino, † 1927)
- Andrea Casasola, arcivescovo cattolico italiano (Buja, n. 1806 - Rosazzo, † 1884)
- Andrea Cassone, arcivescovo cattolico italiano (Villa San Giovanni, n. 1929 - Scilla, † 2010)
- Andrea Cassulo, arcivescovo cattolico italiano (Castelletto d'Orba, n. 1869 - Istanbul, † 1952)
- Andrea Cesarano, arcivescovo cattolico italiano (Pagani, n. 1880 - Manfredonia, † 1969)
- Andrea Charvaz, arcivescovo cattolico italiano (Hautecour, n. 1793 - Moûtiers, † 1870)
- Andrea Benedetto Ganassoni, arcivescovo cattolico italiano (Brescia, n. 1734 - Venezia, † 1786)
- Andrea Jordán, arcivescovo cattolico italiano (Gorizia, n. 1845 - † 1905)
- Andrea Giacinto Longhin, arcivescovo cattolico italiano (Fiumicello, n. 1863 - Treviso, † 1936)
- Andrea Mariano Magrassi, arcivescovo cattolico italiano (Mombisaggio, n. 1930 - Noci, † 2004)
- Andrea Bruno Mazzocato, arcivescovo cattolico italiano (Preganziol, n. 1948)
- Andrea Antonio Silverio Minucci, arcivescovo cattolico italiano (Serravalle, n. 1724 - Fermo, † 1803)
- Andrea Minucci, arcivescovo cattolico italiano (Serravalle delle Alpi, n. 1512 - Venezia, † 1572)
- Andrea Mugione, arcivescovo cattolico italiano (Caivano, n. 1940 - Napoli, † 2020)
- Andrea Pangrazio, arcivescovo cattolico italiano (Budapest, n. 1909 - Roma, † 2005)
- Andrea Zamometić, arcivescovo cattolico croato (n. 1420 - Basilea, † 1484)

## Armatori(1)
- Andrea Corrado, armatore italiano (Albissola Marina, n. 1873 - Genova, † 1963)

## Arpisti(1)
- Andrea Pozzoli, arpista e compositore italiano (Torino, n. 1970)

## Artigiani(1)
- Andrea Ferrara, artigiano italiano (Fonzaso - † 1612)

## Artiste(2)
- Andrea Büttner, artista tedesca (Stoccarda, n. 1972)
- Andrea Fraser, artista e critica d'arte statunitense (Billings, n. 1965)

## Artisti(7)
- Andrea Roggi, artista, scultore e pittore italiano (Castiglion Fiorentino, n. 1962)
- Andrea Cagnetti, artista italiano (Corchiano, n. 1967)
- Andrea Colomba, artista e decoratore svizzero (Arogno, n. 1567 - Arogno, † 1627)
- Andrea Fogli, artista italiano (Roma, n. 1959)
- Andrea Martinelli, artista italiano (Prato, n. 1965)
- Andrea Vaccaro, artista e pittore italiano (Pallanza, n. 1939 - Legnano, † 2019)
- Andrea Vizzini, artista, pittore e scultore italiano (Grotte, n. 1949)

## Artisti marziali(1)
- Andrea Stravaganti, artista marziale italiano (Mirandola, n. 1988)

## Assassini seriali(3)
- Andrea Arrigoni, serial killer italiano (Bergamo, n. 1969 - Verona, † 2005)
- Andrea Matteucci, serial killer italiano (Torino, n. 1962)
- Andrea Rea, serial killer italiano (Posillipo, n. 1956)

## Assistenti arbitrali di calcio(1)
- Andrea Stefani, ex assistente arbitrale di calcio italiano (Milano, n. 1969)

## Astisti(2)
- Andrea Giannini, ex astista italiano (Grosseto, n. 1976)
- Andrea Pegoraro, ex astista italiano (Camposampiero, n. 1966)

## Astrofisici(2)
- Andrea Carusi, astrofisico italiano (n. 1946)
- Andrea Possenti, astrofisico italiano (Treviglio, n. 1963)

## Astronome(1)
- Andrea Ghez, astronoma statunitense (New York, n. 1965)

## Astronomi(2)
- Andrea Boattini, astronomo italiano (Firenze, n. 1969)
- Andrea Di Paola, astronomo italiano (n. 1970)

## Atlete paralimpiche(2)
- Andrea Piribauer, ex atleta paralimpica austriaca
- Andrea Scherney, ex atleta paralimpica austriaca (Vienna, n. 1966)

## Atleti paralimpici(3)
- Andrea Cionna, atleta paralimpico italiano (Osimo, n. 1968)
- Andrea Lanfri, atleta paralimpico e alpinista italiano (Lucca, n. 1986)
- Andrea Mattone, atleta paralimpico italiano (Vigevano, n. 1995)

## Attivisti(2)
- Andrea Tamburi, attivista e politico italiano (Firenze, n. 1948 - Mosca, † 1994)
- Andrea Valcarenghi, attivista, editore e scrittore italiano (n. 1947)

## Attori pornografici(1)
- Andrea Moranty, ex attore pornografico spagnolo (Las Palmas de Gran Canaria, n. 1973)

## Attori teatrali(2)
- Andrea Calcese, attore teatrale italiano (n. 1595 - Napoli, † 1656)
- Andrea Niccoli, attore teatrale italiano (Firenze, n. 1862 - Montecatini, † 1917)

## Attrici(36)
- Chizzy Akudolu, attrice britannica (Londra, n. 1973)
- Andrea Anders, attrice statunitense (Madison, n. 1975)
- Andrea Barber, attrice statunitense (Los Angeles, n. 1976)
- Andrea Bendewald, attrice statunitense (New York, n. 1970)
- Andrea del Boca, attrice, cantante e conduttrice televisiva argentina (Buenos Aires, n. 1965)
- Andrea Bowen, attrice statunitense (Columbus, n. 1990)
- Andrea Brooks, attrice, modella e conduttrice televisiva canadese (Brantford, n. 1989)
- A. J. Cook, attrice e regista canadese (Oshawa, n. 1978)
- Andrea Deck, attrice cinematografica, attrice teatrale e doppiatrice statunitense (Grosse Pointe, n. 1994)
- Andrea Duro, attrice e modella spagnola (Fuenlabrada, n. 1991)
- Andrea Elson, attrice televisiva statunitense (New York, n. 1969)
- Andrea Evans, attrice statunitense (Aurora, n. 1957 - Pasadena, † 2023)
- Andrea Feldman, attrice statunitense (New York, n. 1948 - New York, † 1972)
- Andrea Guasch, attrice, cantante e ballerina spagnola (Barcellona, n. 1990)
- Andrea Hall, attrice statunitense (Milwaukee, n. 1947)
- Andrea Langi, attrice statunitense (n. 1975)
- Andrea Leeds, attrice statunitense (Butte, n. 1914 - Palm Springs, † 1984)
- Andrea Libman, attrice e doppiatrice canadese (Toronto, n. 1984)
- Andrea Londo, attrice statunitense (San Diego, n. 1992)
- Andrea Martin, attrice e sceneggiatrice statunitense (Portland, n. 1947)
- Andrea Martí, attrice messicana (Città del Messico, n. 1987)
- Andrea McArdle, attrice e cantante statunitense (Filadelfia, n. 1963)
- Andrea Navedo, attrice statunitense (New York, n. 1969)
- Andrea Osvárt, attrice, modella e produttrice cinematografica ungherese (Budapest, n. 1979)
- Andrea Palma, attrice messicana (Durango, n. 1903 - Città del Messico, † 1987)
- Andrea Parker, attrice e ballerina statunitense (Monterey County, n. 1970)
- Missi Pyle, attrice statunitense (Houston, n. 1972)
- Andrea Rau, attrice tedesca (Stoccarda, n. 1947)
- Andrea Riseborough, attrice britannica (Wallsend, n. 1981)
- Andrea Ros, attrice spagnola (Terrassa, n. 1993)
- Andrea Roth, attrice canadese (Woodstock, n. 1967)
- Andrea Sawatzki, attrice tedesca (Schlehdorf, n. 1963)
- Andrea Schober, attrice tedesca (Germania, n. 1964)
- Andrea Trepat, attrice e modella spagnola (Linyola, n. 1986)
- Drea de Matteo, attrice statunitense (New York, n. 1972)
- Andrea del Río, attrice spagnola (Saragozza, n. 1991)

## Attrici pornografiche(1)
- Andrea True, attrice pornografica e cantante statunitense (Nashville, n. 1943 - New York, † 2011)

## Attrici teatrali(1)
- Andrea Jonasson, attrice teatrale tedesca (Friburgo in Brisgovia, n. 1942)

## Autori di giochi(2)
- Andrea Angiolino, autore di giochi e giornalista italiano (Roma, n. 1966)
- Andrea Chiarvesio, autore di giochi italiano (Torino, n. 1970)

## Autori televisivi(1)
- Andrea Zalone, autore televisivo, doppiatore e attore italiano (Torino, n. 1968)

## Aviatori(1)
- Andrea Zotti, aviatore italiano (Asiago, n. 1905 - Mar Tirreno, † 1940)

## Avvocati(6)
- Andrea Belluzzi, avvocato e politico sammarinese (n. 1968)
- Andrea Botturi, avvocato italiano (Castel Goffredo, n. 1823 - Mantova, † 1902)
- Andrea Galasso, avvocato e politico italiano (San Paolo di Civitate, n. 1932 - Torino, † 2022)
- Andrea Guglielminetti, avvocato e politico italiano (Torino, n. 1901 - Torino, † 1985)
- Andrea Manna, avvocato e politico italiano (Spoleto, n. 1929 - Perugia, † 2009)
- Andrea Mazziotti di Celso, avvocato e politico italiano (Roma, n. 1966)

## Banchieri(2)
- Andrea Ardinghelli, banchiere italiano (Firenze, n. 1531 - L'Aquila, † 1602)
- Andrea Orcel, banchiere italiano (Roma, n. 1963)

## Bassi(3)
- Andrea Concetti, basso italiano (Grottammare, n. 1965)
- Melchiorre Luise, basso italiano (Napoli, n. 1896 - Milano, † 1967)
- Andrea Mongelli, basso italiano (Bari, n. 1901 - Roma, † 1970)

## Batteristi(2)
- Andrea Ge, batterista italiano (Milano, n. 1966)
- Andrea Vadrucci, batterista italiano (Scorrano, n. 1983)

## Biatlete(2)
- Andrea Eskau, biatleta tedesca (n. 1971)
- Andrea Henkel, ex biatleta tedesca (Ilmenau, n. 1977)

## Biochimiche(1)
- Andrea Gamarnik, biochimica argentina (Buenos Aires, n. 1964)

## Bobbisti(5)
- Andrea Clemente, bobbista italiano (San Nicola la Strada, n. 1942 - Breuil-Cervinia, † 1970)
- Andrea Jory, ex bobbista italiano (Aosta, n. 1957)
- Andrea Meneghin, ex bobbista italiano (Conegliano, n. 1958)
- Andrea Pais De Libera, ex bobbista italiano (Auronzo di Cadore, n. 1973)
- Andrea Zambelli, bobbista italiano (Cortina d'Ampezzo, n. 1927 - Cortina d'Ampezzo, † 1994)

## Botanici(2)
- Andrea Cesalpino, botanico, medico e anatomista italiano (Arezzo - Roma, † 1603)
- Andrea Di Martino, botanico italiano (Misilmeri, n. 1926 - Palermo, † 2009)

## Calciatrici(6)
- Andrea Falcón, calciatrice spagnola (Arucas, n. 1997)
- Andrea Norheim, calciatrice norvegese (Stavanger, n. 1999)
- Andrea Pereira, calciatrice spagnola (Barcellona, n. 1993)
- Andrea Mist Pálsdóttir, calciatrice islandese (n. 1998)
- Andrea Scarpellini, calciatrice italiana (Trescore Balneario, n. 1989)
- Andrea Stašková, calciatrice ceca (Znojmo, n. 2000)

## Canoisti(6)
- Andrea Benetti, ex canoista italiano (Torino, n. 1980)
- Andrea Dal Bianco, canoista italiano (Manerbio, n. 1995)
- Andrea Domenico Di Liberto, canoista italiano (Palermo, n. 1997)
- Andrea Facchin, canoista italiano (Padova, n. 1978)
- Andrea Romeo, canoista italiano (n. 1985)
- Andrea Salvietti, ex canoista italiano (Fiesole, n. 1952)

## Canottiere(1)
- Andrea Proske, canottiera canadese (North Vancouver, n. 1986)

## Canottieri(5)
- Andrea Caianiello, canottiere italiano (Napoli, n. 1987)
- Andrea Cattaneo, canottiere italiano (Cremona, n. 1998)
- Andrea Micheletti, canottiere italiano (Gallarate, n. 1991)
- Andrea Panizza, canottiere italiano (Lecco, n. 1998)
- Andrea Re, ex canottiere italiano (Pavia, n. 1963)

## Cantanti(16)
- Andrea Berg, cantante tedesca (Krefeld, n. 1966)
- Andrea Bonomo, cantante e compositore italiano (Gallarate, n. 1978)
- Andrea Bruschi, cantante e attore italiano (Genova, n. 1968)
- Andrea Croci, cantante e attore italiano (Gallarate, n. 1976)
- Andrea Demirović, cantante montenegrina (Titograd, n. 1987)
- Andrea Jürgens, cantante tedesca (Wanne-Eickel, n. 1967 - Recklinghausen, † 2017)
- Andrea Koevska, cantante macedone (Skopje, n. 2000)
- Andrea Motis, cantante, trombettista e sassofonista spagnola (Barcellona, n. 1995)
- Andrea Pacini, cantante, compositore e religioso italiano (Lucca, n. 1690 - Lucca, † 1764)
- Andrea Parodi, cantante e produttore discografico italiano (Porto Torres, n. 1955 - Quartu Sant'Elena, † 2006)
- Andrea Sacco, cantante e musicista italiano (Carpino, n. 1911 - Carpino, † 2006)
- Andrea Szulák, cantante, soprano e attrice ungherese (Budapest, n. 1964)
- Andi Tóth, cantante, attrice e personaggio televisivo rumena (Oradea, n. 1999)
- Andrea Vigentini, cantante, compositore e musicista italiano (Milano, n. 1985)
- Andrea Zanini, cantante italiano (Genova)
- Andrea Šušnjara, cantante croata (Spalato, n. 1987)

## Cantautori(19)
- Andrea Appino, cantautore, chitarrista e produttore discografico italiano (Pisa, n. 1978)
- Andrea Bocelli, cantautore italiano (La Sterza, n. 1958)
- Bresh, cantautore e rapper italiano (Lavagna, n. 1996)
- Andrea Chimenti, cantautore italiano (Reggio Emilia, n. 1959)
- Alfa, cantautore e rapper italiano (Genova, n. 2000)
- Andrea Laszlo De Simone, cantautore, polistrumentista e produttore discografico italiano (Torino, n. 1986)
- Andrea Lo Vecchio, cantautore, compositore e paroliere italiano (Milano, n. 1942 - Roma, † 2021)
- Marquez, cantautore e compositore italiano (Cesena, n. 1972)
- Andrea Mazzacavallo, cantautore italiano (Thiene, n. 1971)
- Andrea Mingardi, cantautore e scrittore italiano (Bologna, n. 1940)
- Andrea Nardinocchi, cantautore italiano (Bologna, n. 1986)
- Andrea Parodi, cantautore italiano (Cantù, n. 1975)
- Andrea Ra, cantautore e bassista italiano (Roma, n. 1972)
- Ruggero de I Timidi, cantautore e comico italiano (Udine, n. 1975)
- Andrea Sannino, cantautore e attore italiano (Napoli, n. 1985)
- Settembre, cantautore italiano (Napoli, n. 2001)
- Andy Surdi, cantautore e polistrumentista italiano (Palermo, n. 1944)
- Andrea Tich, cantautore italiano (Augusta)
- Venerus, cantautore, produttore discografico e polistrumentista italiano (Milano, n. 1992)

## Cantautrici(5)
- Andrea Begley, cantautrice irlandese (Dundee, n. 1987)
- Andrea Corr, cantautrice, flautista e compositrice irlandese (Dundalk, n. 1974)
- Medina, cantautrice danese (Århus, n. 1982)
- Andrea Mirò, cantautrice, direttrice d'orchestra e polistrumentista italiana (Rocchetta Tanaro, n. 1967)
- AnNa R., cantautrice tedesca (Berlino Est, n. 1969 - Berlino, † 2025)

## Cantori(1)
- Andrea Adami da Bolsena, cantore italiano (Bolsena, n. 1663 - Roma, † 1742)

## Cardinali(14)
- Andrea Aiuti, cardinale e arcivescovo cattolico italiano (Roma, n. 1849 - Roma, † 1905)
- Andrea Baroni Peretti Montalto, cardinale e vescovo cattolico italiano (Montalto delle Marche, n. 1572 - Roma, † 1629)
- Andrea Báthory, cardinale rumeno (Șimleu Silvaniei - Sândominic, † 1599)
- Andrea Bontempi, cardinale e arcivescovo cattolico italiano (Perugia, n. 1326 - Macerata, † 1390)
- Andrea Corner, cardinale e vescovo cattolico italiano (Venezia, n. 1511 - Roma, † 1551)
- Andrea Corsini, cardinale e vescovo cattolico italiano (Firenze, n. 1735 - Roma, † 1795)
- Andrea della Valle, cardinale e vescovo cattolico italiano (Roma, n. 1463 - Roma, † 1534)
- Andrea Carlo Ferrari, cardinale e arcivescovo cattolico italiano (Lalatta di Palanzano, n. 1850 - Milano, † 1921)
- Andrea Ghilini, cardinale e vescovo cattolico italiano (Firenze - Perpignano, † 1343)
- Andrea Gioannetti, cardinale e arcivescovo cattolico italiano (Bologna, n. 1722 - Bologna, † 1800)
- Andrea Cordero Lanza di Montezemolo, cardinale e arcivescovo cattolico italiano (Torino, n. 1925 - Roma, † 2017)
- Andrea Negroni, cardinale italiano (Roma, n. 1710 - Roma, † 1789)
- Andrea Matteo Palmieri, cardinale e arcivescovo cattolico italiano (Napoli, n. 1493 - Roma, † 1537)
- Andrea Santacroce, cardinale e arcivescovo cattolico italiano (Roma, n. 1655 - Roma, † 1712)

## Cestiste(28)
- Andrea Alomo, ex cestista argentina (Buenos Aires, n. 1969)
- Andrea Belanská, ex cestista slovacca (Levice, n. 1973)
- Andrea Blackwell, ex cestista canadese (Calgary, n. 1962)
- Andrea Boeykens, ex cestista argentina (Amburgo, n. 1978)
- Andrea Boquete, cestista argentina (Mendoza, n. 1990)
- Andrea Brabencová, ex cestista ceca (Brno, n. 1974)
- Andrea Congreaves, ex cestista britannica (Epsom, n. 1970)
- Andrea Constand, ex cestista canadese (Toronto, n. 1973)
- Andrea Csávás, ex cestista ungherese (Budapest, n. 1966)
- Andrea Galé, ex cestista argentina (Buenos Aires, n. 1973)
- Andrea Gardner, ex cestista statunitense (Washington, n. 1979)
- Andrea Garner, ex cestista statunitense (Filadelfia, n. 1979)
- Andrea Gotzmann, ex cestista tedesca (Haan, n. 1957)
- Andrea Harder, ex cestista tedesca (Kassel, n. 1977)
- Andrea Hohl, ex cestista rumena (Satu Mare, n. 1975)
- Andrea Károlyi, ex cestista ungherese (Budapest, n. 1975)
- Andrea Kuklová, ex cestista slovacca (Poprad, n. 1971)
- Andrea Lloyd, ex cestista statunitense (Moscow, n. 1965)
- Andrea Nagy, ex cestista ungherese (Budapest, n. 1971)
- Lynn Pride, ex cestista statunitense (Vero Beach, n. 1978)
- Andrea Reiter, ex cestista tedesca (Essen, n. 1960)
- Andrea Riley, ex cestista statunitense (Dallas, n. 1988)
- Andrea Samsonová, ex cestista ceca (Bruntál, n. 1974)
- Andrea Sepsei, ex cestista ungherese (Budapest, n. 1962)
- Andrea Slošiarová, ex cestista slovacca (Žilina, n. 1972)
- Andrea Stinson, ex cestista statunitense (Cornelius, n. 1967)
- Andrea Tarkovács, ex cestista ungherese (Budapest, n. 1958)
- Andrea Vilaró, cestista spagnola (Barcellona, n. 1993)

## Cestisti(44)
- Andrea Amato, cestista italiano (Milano, n. 1994)
- Andrea Ancellotti, cestista italiano (Correggio, n. 1988)
- Andrea Bargnani, ex cestista italiano (Roma, n. 1985)
- Andrea Bartolucci, ex cestista italiano (Pesaro, n. 1985)
- Andrea Bassani, cestista italiano (Lecco, n. 1989)
- Andrea Blasi, cestista italiano (Trieste, n. 1965 - Bologna, † 2002)
- Andrea Camata, ex cestista italiano (San Donà di Piave, n. 1973)
- Andrea Casella, cestista italiano (Pisa, n. 1990)
- Andrea Cessel, ex cestista italiano (San Vito al Tagliamento, n. 1969)
- Andrea Cinciarini, cestista italiano (Cattolica, n. 1986)
- Andrea Conti, ex cestista e dirigente sportivo italiano (Rho, n. 1974)
- Andrea Coronica, ex cestista italiano (Trieste, n. 1993)
- Andrea Dallamora, ex cestista italiano (Cervia, n. 1970)
- Andrea De Nicolao, cestista italiano (Camposampiero, n. 1991)
- Andrea Donda, cestista italiano (Trieste, n. 1999)
- Andrea Forti, ex cestista e procuratore sportivo italiano (Venezia, n. 1962)
- Andrea Ghiacci, ex cestista italiano (Bologna, n. 1981)
- Andrea Giampaoli, cestista italiano (Pesaro, n. 1990)
- Andrea Gianolla, ex cestista italiano (Castelfranco Veneto, n. 1965)
- Andrea Gjinaj, ex cestista e allenatore di pallacanestro albanese (Tirana, n. 1986)
- Andrea Gracis, ex cestista e dirigente sportivo italiano (Treviso, n. 1960)
- Andrea Iannicelli, cestista italiano (Avellino, n. 1991)
- Andrea Iannilli, ex cestista italiano (Roma, n. 1984)
- Andrea La Torre, cestista italiano (Viterbo, n. 1997)
- Andrea Mabor Dut Biar, cestista sudsudanese (n. 2001)
- Andrea Marusic, cestista italiano (Busto Arsizio, n. 1989)
- Andrea Meneghin, ex cestista, allenatore di pallacanestro e commentatore televisivo italiano (Varese, n. 1974)
- Andrea Mezzanotte, cestista italiano (Almenno San Bartolomeo, n. 1998)
- Andrea Michelori, ex cestista italiano (Milano, n. 1978)
- Andrea Negri, cestista italiano (Lecco, n. 1988)
- Andrea Pecchia, cestista italiano (Segrate, n. 1997)
- Andrea Pecile, ex cestista, allenatore di pallacanestro e dirigente sportivo italiano (Trieste, n. 1980)
- Andrea Picarelli, cestista italiano (Milano, n. 1996)
- Andrea Pilotti, cestista italiano (Monza, n. 1980)
- Andrea Quarisa, cestista italiano (Venezia, n. 1992)
- Andrea Raschi, cestista sammarinese (San Marino, n. 1979)
- Andrea Renzi, cestista italiano (Genova, n. 1989)
- Andrea Rovatti, cestista italiano (Montecchio Emilia, n. 1996)
- Andrea Saccaggi, cestista italiano (Massa, n. 1989)
- Andrea Tassinari, cestista italiano (Bentivoglio, n. 1996)
- Andrea Toso, ex cestista italiano
- Andrea Traini, cestista italiano (Loreto, n. 1992)
- Andrea Valentini, ex cestista e allenatore di pallacanestro italiano (Teramo, n. 1971)
- Andrea Zerini, cestista italiano (Firenze, n. 1988)

## Chimici(1)
- Andrea Francesco Cozzi, chimico e farmacista italiano (Firenze, n. 1796 - Firenze, † 1854)

## Chirurghi(5)
- Andrea Majocchi, chirurgo e scrittore italiano (Bascapè, n. 1876 - Milano, † 1965)
- Andrea Marro, chirurgo italiano (Limone Piemonte, n. 1872 - Torino, † 1951)
- Andrea Massimini, chirurgo italiano (Roma, n. 1727 - Roma, † 1792)
- Andrea Ranzi, chirurgo italiano (Pesaro, n. 1810 - Firenze, † 1859)
- Andrea Vaccà Berlinghieri, chirurgo italiano (Montefoscoli, n. 1772 - Orzignano, † 1826)

## Chitarristi(6)
- Andrea Braido, chitarrista e polistrumentista italiano (Trento, n. 1964)
- Andrea Fornili, chitarrista italiano (Reggio Emilia, n. 1961)
- Andrea Martongelli, chitarrista italiano (Isola della Scala, n. 1979)
- Andy Panigada, chitarrista e produttore discografico italiano (Milano, n. 1963)
- Andrea Valeri, chitarrista, compositore e produttore discografico italiano (Pontedera, n. 1991)
- Andrea Vettoretti, chitarrista e compositore italiano (Treviso, n. 1974)

## Ciclisti su strada(26)
- Andrea Bagioli, ciclista su strada italiano (Sondrio, n. 1999)
- Andrea Barro, ciclista su strada italiano (Conegliano, n. 1931 - Conegliano, † 2018)
- Andrea Brognara, ex ciclista su strada italiano (Isola della Scala, n. 1971)
- Andrea Carrea, ciclista su strada italiano (Gavi Ligure, n. 1924 - Cassano Spinola, † 2013)
- Andrea Chiurato, ex ciclista su strada italiano (Montebelluna, n. 1965)
- Andrea Fedi, ex ciclista su strada italiano (Prato, n. 1991)
- Andrea Ferrigato, ex ciclista su strada italiano (Schio, n. 1969)
- Andrea Garosio, ex ciclista su strada italiano (Chiari, n. 1993)
- Andrea Guardini, ex ciclista su strada e pistard italiano (Tregnago, n. 1989)
- Andrea Masciarelli, ex ciclista su strada italiano (Pescara, n. 1982)
- Andrea Minasso, ciclista su strada italiano (Torino, n. 1910 - Saint-Étienne, † 1982)
- Andrea Moletta, ex ciclista su strada italiano (Cittadella, n. 1979)
- Andrea Noè, ex ciclista su strada italiano (Magenta, n. 1969)
- Andrea Pagoto, ex ciclista su strada italiano (Montecchio Emilia, n. 1985)
- Andrea Palini, ex ciclista su strada italiano (Gardone Val Trompia, n. 1989)
- Andrea Pasqualon, ciclista su strada italiano (Bassano del Grappa, n. 1988)
- Andrea Peron, ex ciclista su strada italiano (Varese, n. 1971)
- Andrea Peron, ciclista su strada italiano (Camposampiero, n. 1988)
- Andrea Piccolo, ciclista su strada italiano (Magenta, n. 2001)
- Andrea Piechele, ex ciclista su strada italiano (Cles, n. 1987)
- Andrea Pietrobon, ciclista su strada italiano (Belluno, n. 1999)
- Andrea Raccagni, ciclista su strada italiano (Chiavari, n. 2004)
- Andrea Rossi, ex ciclista su strada italiano (Senigallia, n. 1979)
- Andrea Tafi, ex ciclista su strada italiano (Ponte a Cappiano, n. 1966)
- Andrea Vatteroni, ex ciclista su strada italiano (La Spezia, n. 1969)
- Andrea Vendrame, ciclista su strada italiano (Conegliano, n. 1994)

## Circensi(1)
- Andrea Bernabè, circense italiano (Faenza, n. 1850 - Bologna, † 1920)

## Clavicembalisti(2)
- Andrea Coen, clavicembalista, organista e musicologo italiano (Roma, n. 1960)
- Andrea Marcon, clavicembalista, organista e direttore d'orchestra italiano (Treviso, n. 1963)

## Collezionisti d'arte(1)
- Andrea Accornero, collezionista d'arte italiano (Torino, n. 1966)

## Combinatisti nordici(1)
- Andrea Longo, ex combinatista nordico, saltatore con gli sci e fondista italiano (Cavalese, n. 1971)

## Comici(6)
- Andrea Agresti, comico, cantautore e personaggio televisivo italiano (Pistoia, n. 1974)
- Andrea Pucci, comico, cabarettista e attore italiano (Milano, n. 1965)
- Zuzzurro, comico, cabarettista e attore italiano (Varese, n. 1946 - Milano, † 2013)
- Andrea Cambi, comico e attore italiano (Firenze, n. 1962 - Firenze, † 2009)
- Andrea Di Marco, comico e cabarettista italiano (Genova, n. 1969)
- Andrea Rivera, comico e personaggio televisivo italiano (Roma, n. 1971)

## Compositori(25)
- Andrea Adolfati, compositore italiano (Venezia - Padova, † 1760)
- Andrea Amati, compositore e paroliere italiano (Brescia, n. 1977)
- Andrea Amati, compositore, arrangiatore e editore italiano (Roma, n. 1963)
- Andrea da Firenze, compositore e organista italiano († 1415)
- Andrea Basili, compositore italiano (Città della Pieve, n. 1705 - Loreto, † 1777)
- Andrea Battistoni, compositore, violoncellista e direttore d'orchestra italiano (Verona, n. 1987)
- Andrea Bernasconi, compositore italiano (n. 1706 - Monaco di Baviera, † 1784)
- Andrea Bolognesi, compositore e musicista italiano (Genova, n. 1775 - Arequipa, † 1834)
- Andrea Luigi Degola, compositore italiano (Genova, n. 1771 - † 1862)
- Andrea Farri, compositore italiano (Roma, n. 1982)
- Andrea Favi, compositore e organista italiano (Forlì, n. 1743 - Forlì, † 1822)
- Andrea Ferrante, compositore italiano (Palermo, n. 1968)
- Andrea Ferretto, compositore e inventore italiano (Barbarano Vicentino, n. 1864 - Barbarano Vicentino, † 1942)
- Andrea Gabrieli, compositore e organista italiano (Venezia - Venezia, † 1585)
- Andrea Guerra, compositore italiano (Santarcangelo di Romagna, n. 1961)
- Andrea Liberovici, compositore, regista e cantautore italiano (Torino, n. 1962)
- Andrea Lucchesi, compositore e organista italiano (Motta di Livenza, n. 1741 - Bonn, † 1801)
- Andrea Mattioli, compositore e presbitero italiano (Faenza, n. 1611 - Mantova, † 1679)
- Andrea Molino, compositore e direttore d'orchestra italiano (Torino, n. 1964)
- Andrea Morricone, compositore, musicista e direttore d'orchestra italiano (Roma, n. 1964)
- Andrea Portera, compositore italiano (Grosseto, n. 1973)
- Andrea Ridolfi, compositore e direttore d'orchestra italiano (Roma, n. 1963)
- Andrea Rota, compositore italiano (Bologna - Bologna, † 1597)
- Andrea Tonoli, compositore, pianista e polistrumentista italiano (Gandellino, n. 1991)
- Andrea Zani, compositore e violinista italiano (Casalmaggiore, n. 1696 - Casalmaggiore, † 1757)

## Compositrici(1)
- Andrea Reinkemeyer, compositrice statunitense (Portland, n. 1976)

## Condottieri(3)
- Andrea Matteo III Acquaviva, condottiero italiano (Atri, n. 1458 - Atri, † 1529)
- Andrea Carafa, condottiero italiano (Napoli - Napoli, † 1526)
- Andrea Malatesta, condottiero italiano (n. 1373 - † 1416)

## Conduttori radiofonici(4)
- Andrea e Michele, conduttore radiofonico italiano (Cremona, n. 1973)
- Andrea Prevignano, conduttore radiofonico e giornalista italiano (Casale Monferrato, n. 1967)
- Andrea Rock, conduttore radiofonico, personaggio televisivo e musicista italiano (Milano, n. 1982)
- Andrea de Angelis, conduttore radiofonico e politico italiano (Roma, n. 1975)

## Conduttori televisivi(1)
- Andrea Fusco, conduttore televisivo, telecronista sportivo e giornalista italiano (Roma, n. 1959)

## Conduttrici televisive(2)
- Andrea Delogu, conduttrice televisiva, conduttrice radiofonica e attrice italiana (Cesena, n. 1982)
- Andrea Lehotská, conduttrice televisiva, modella e attrice slovacca (Detva, n. 1981)

## Costituzionalisti(1)
- Andrea Manzella, costituzionalista e politico italiano (Palermo, n. 1933)

## Costumisti(2)
- Andrea Cavalletto, costumista italiano (Padova, n. 1981)
- Andrea Viotti, costumista, scenografo e saggista italiano (Roma, n. 1947)

## Criminali(1)
- Andrea Ghira, criminale italiano (Roma, n. 1953 - Melilla, † 1994)

## Criminologi(1)
- Andrea Di Nicola, criminologo e scrittore italiano (n. 1973)

## Critici letterari(2)
- Andrea Battistini, critico letterario e italianista italiano (Bologna, n. 1947 - Bologna, † 2020)
- Andrea Cortellessa, critico letterario e storico della letteratura italiano (Roma, n. 1968)

## Culturisti(1)
- Andrea Presti, culturista italiano (Milano, n. 1987)

## Cuochi(1)
- Andrea Mainardi, cuoco, conduttore televisivo e imprenditore italiano (Bergamo, n. 1983)

## Designer(2)
- Andrea Castrignano, designer, conduttore televisivo e blogger italiano (Milano, n. 1969)
- Andrea Rauch, designer e illustratore italiano (Siena, n. 1948)

## Diplomatici(5)
- Andrea Francesco Giovanni Altesti, diplomatico e politico italiano (Ragusa, n. 1766 - San Giorgio di Nogaro, † 1851)
- Andrea Bulgaro, diplomatico e poeta italiano (n. 1359)
- Andrea Carlotti, diplomatico italiano (Verona, n. 1864 - † 1920)
- Andrea Ferrero, diplomatico italiano (Bianzè, n. 1903 - Roma, † 1996)
- Andrea Trevisan, diplomatico e politico italiano (Venezia, n. 1458 - Venezia, † 1534)

## Direttrici di coro(1)
- Andrea Ofilada Veneracion, direttrice di coro, pianista e soprano filippina (Manila, n. 1928 - Quezon, † 2013)

## Dirigenti d'azienda(5)
- Andrea Duodo, dirigente d'azienda e dirigente sportivo italiano (Mirano, n. 1971)
- Andrea Fabiano, dirigente d'azienda italiano (Bari, n. 1976)
- Andrea Guerra, dirigente d'azienda italiano (Milano, n. 1965)
- Andrea Viero, dirigente d'azienda italiano (Marostica, n. 1964)
- Andrea Zappia, dirigente d'azienda italiano (Tripoli, n. 1963)

## Dirigenti sportivi(22)
- Andrea Adamo, dirigente sportivo e ingegnere italiano (Cuneo, n. 1971)
- Andrea Arrica, dirigente sportivo italiano (Santu Lussurgiu, n. 1926 - Cagliari, † 2011)
- Andrea Benelli, dirigente sportivo e ex tiratore a volo italiano (Firenze, n. 1960)
- Andrea Berta, dirigente sportivo italiano (Brescia, n. 1972)
- Andrea Bottazzi, dirigente sportivo e ex calciatore italiano (Piacenza, n. 1967)
- Andrea Caracciolo, dirigente sportivo e ex calciatore italiano (Milano, n. 1981)
- Andrea Catellani, dirigente sportivo, allenatore di calcio e ex calciatore italiano (Reggio Emilia, n. 1988)
- Andrea Cossu, dirigente sportivo e ex calciatore italiano (Cagliari, n. 1980)
- Andrea Fabbrini, dirigente sportivo e ex calciatore italiano (Torino, n. 1974)
- Andrea Gadaldi, dirigente sportivo, allenatore di calcio e calciatore italiano (Leno, n. 1907 - Brescia, † 1993)
- Andrea Galassi, dirigente sportivo e ex calciatore italiano (Savignano sul Rubicone, n. 1964)
- Andrea Gaudenzi, dirigente sportivo e ex tennista italiano (Faenza, n. 1973)
- Andrea Iaconi, dirigente sportivo italiano (Giulianova, n. 1953)
- Andrea Mangoni, dirigente sportivo, allenatore di calcio e ex calciatore italiano (Pistoia, n. 1960)
- Andrea Milardi, dirigente sportivo e allenatore di atletica leggera italiano (Contigliano, n. 1945 - Rieti, † 2016)
- Andrea Montemurro, dirigente sportivo e scrittore italiano (Colleferro, n. 1977)
- Andrea Paulgross, dirigente sportivo e cavaliere italiano (Viareggio, n. 1965)
- Andrea Romeo, dirigente sportivo e ex arbitro di calcio italiano (Casale Monferrato, n. 1970)
- Andrea Sartoretti, dirigente sportivo, allenatore di pallavolo e ex pallavolista italiano (Perugia, n. 1971)
- Andrea Seno, dirigente sportivo e ex calciatore italiano (Burano, n. 1966)
- Andrea Silenzi, dirigente sportivo e ex calciatore italiano (Roma, n. 1966)
- Andrea Tonti, dirigente sportivo e ex ciclista su strada italiano (Osimo, n. 1976)

## Disc jockey(4)
- Andrea Mazza, disc jockey e produttore discografico italiano (Sabaudia, n. 1976)
- Andrea Pellizzari, disc jockey, conduttore televisivo e editore musicale italiano (Udine, n. 1967)
- Andrea Roma, disc jockey, produttore discografico e compositore italiano
- Deda, disc jockey, rapper e produttore discografico italiano (Ravenna, n. 1971)

## Disegnatori(2)
- Andrea Artusi, disegnatore italiano (Venezia, n. 1964)
- Andrea Denegri, disegnatore e sceneggiatore italiano (Alessandria, n. 1969)

## Divulgatori scientifici(1)
- Andrea Moccia, divulgatore scientifico, youtuber e scrittore italiano (Napoli, n. 1985)

## Dogi(3)
- Andrea Centurione Pietrasanta, doge (Genova, n. 1471 - Genova, † 1546)
- Andrea Contarini, doge (Venezia - Venezia, † 1382)
- Andrea Spinola, doge (Genova, n. 1562 - Genova, † 1641)

## Doppiatori(6)
- Andrea De Nisco, doppiatore italiano (Napoli, n. 1958)
- Andrea Di Maggio, doppiatore italiano (Roma, n. 1998)
- Andrea Lavagnino, doppiatore e attore teatrale italiano (Genova, n. 1970)
- Andrea Mete, doppiatore e direttore del doppiaggio italiano (Roma, n. 1985)
- Andrea Moretti, doppiatore italiano (Roma, n. 1978)
- Andrea Oldani, doppiatore italiano (Cuggiono, n. 1987)

## Drammaturghi(5)
- Andrea Balzola, drammaturgo e saggista italiano (Torino, n. 1961)
- Andrea Calmo, commediografo, attore teatrale e poeta italiano (Venezia - Venezia, † 1571)
- Andrea Ciullo, drammaturgo, compositore e artista italiano (Corigliano-Rossano, n. 1949)
- Andrea Cosentino, drammaturgo, attore teatrale e regista teatrale italiano (Chieti, n. 1967)
- Andrea Perrucci, drammaturgo, librettista e gesuita italiano (Palermo, n. 1651 - Napoli, † 1704)

## Economisti(10)
- Andrea Beltratti, economista e banchiere italiano (Torino, n. 1959)
- Andrea Enria, economista italiano (La Spezia, n. 1961)
- Andrea Fumagalli, economista italiano (Milano, n. 1959)
- Andrea Goldstein, economista italiano (Milano, n. 1966)
- Andrea Ichino, economista italiano (Milano, n. 1959)
- Andrea Monorchio, economista e dirigente pubblico italiano (Reggio Calabria, n. 1939)
- Andrea Montanino, economista e dirigente d'azienda italiano (n. 1968)
- Andrea Prencipe, economista italiano (Manfredonia, n. 1968)
- Andrea Sironi, economista italiano (Milano, n. 1964)
- Andrea Zambelli, economista italiano (Rovato - Milano)

## Editori(3)
- Andrea Corno, editore italiano (Milano, n. 1937 - Como, † 2007)
- Andrea Rizzoli, editore, imprenditore e dirigente sportivo italiano (Milano, n. 1914 - Nizza, † 1983)
- Andrea Viglongo, editore e giornalista italiano (Torino, n. 1900 - Torino, † 1986)

## Editori musicali(1)
- Andrea Antico da Montona, editore musicale e compositore italiano (Montona - † 1540)

## Enigmisti(1)
- Andrea Maraventano, enigmista italiano (Savona, n. 1973)

## Fantini(5)
- Andrea Chelli, fantino italiano (Grosseto, n. 1973 - Siena, † 2014)
- Andrea Chessa, fantino italiano (Orosei, n. 1983)
- Andrea Coghe, fantino italiano (Siena, n. 1989)
- Andrea Degortes, fantino italiano (Olbia, n. 1943)
- Andrea Mari, fantino italiano (Rosia, n. 1977 - Bolgheri, † 2021)

## Filosofi(7)
- Andrea Angiulli, filosofo e pedagogista italiano (Castellana, n. 1837 - Napoli, † 1890)
- Andrea Bacci, filosofo, medico e scrittore italiano (Sant'Elpidio a Mare, n. 1524 - Roma, † 1600)
- Andrea Bonomi, filosofo italiano (n. 1940 - † 2025)
- Andrea Caffi, filosofo, politico e giornalista italiano (San Pietroburgo, n. 1887 - Parigi, † 1955)
- Andrea Emo, filosofo italiano (Battaglia, n. 1901 - Roma, † 1983)
- Andrea Tagliapietra, filosofo e saggista italiano (Venezia, n. 1962)
- Andrea Vasa, filosofo italiano (Aggius, n. 1914 - Firenze, † 1980)

## Fisici(3)
- Andrea Frova, fisico, divulgatore scientifico e scrittore italiano (Venezia, n. 1936)
- Andrea Naccari, fisico italiano (Padova, n. 1841 - Torino, † 1926)
- Andrea Prosperetti, fisico e matematico italiano

## Fisiologi(1)
- Andrea Capparelli, fisiologo italiano (Randazzo, n. 1854 - Catania, † 1921)

## Flautisti(1)
- Andrea Griminelli, flautista italiano (Correggio, n. 1959)

## Fondiste di corsa in montagna‎(1)
- Andrea Mayr, fondista di corsa in montagna, maratoneta e siepista austriaca (Wels, n. 1979)

## Fondisti(2)
- Andrea Sammaritani, ex fondista sammarinese (Rimini, n. 1957)
- Andrea Vuerich, fondista e combinatista nordico italiano (Pontebba, n. 1907 - Udine, † 1964)

## Fondisti di corsa in montagna‎(2)
- Andrea Elia, fondista di corsa in montagna italiano (Lecco, n. 1994)
- Andrea Regazzoni, fondista di corsa in montagna italiano (Faenza, n. 1978)

## Fotografi(3)
- Andrea Abati, fotografo italiano (Prato, n. 1952)
- Andrea De Giovanni, fotografo italiano (Lugo di Vicenza, n. 1912 - Assisi, † 1986)
- Andrea Giacobbe, fotografo, regista e pittore italiano (Firenze, n. 1968)

## Fotoreporter(1)
- Andrea Frazzetta, fotoreporter italiano (Lecce, n. 1977)

## Francescani(1)
- Andrea da Modena, francescano italiano (Meldola - Modena, † 1455)

## Fumettisti(17)
- Andrea Accardi, fumettista italiano (Palermo, n. 1968)
- Andrea Bormida, fumettista italiano (Casale Monferrato, n. 1967)
- Andrea Cascioli, fumettista italiano (Roma, n. 1964)
- Casty, fumettista italiano (Gorizia, n. 1967)
- Andrea Cuneo, fumettista, disegnatore e grafico italiano (Chiavari, n. 1974)
- Andrea Da Passano, fumettista e illustratore italiano (San Pietroburgo, n. 1905 - † 1993)
- Andrea Domestici, fumettista e disegnatore italiano (Roma, n. 1964)
- Andrea Fanton, fumettista italiano (Vicenza, n. 1935)
- Andrea Ferraris, fumettista italiano (Genova, n. 1966)
- Andrea Lavezzolo, fumettista, scrittore e giornalista italiano (Parigi, n. 1905 - Chiavari, † 1981)
- Andrea Mantelli, fumettista, scrittore e editore italiano (Merano, n. 1946)
- Andrea Mutti, fumettista italiano (Brescia, n. 1973)
- Tuono Pettinato, fumettista e illustratore italiano (Pisa, n. 1976 - Pisa, † 2021)
- Andrea Pazienza, fumettista, disegnatore e pittore italiano (San Benedetto del Tronto, n. 1956 - Montepulciano, † 1988)
- Andrea Rossetto, fumettista e illustratore italiano (Vicenza, n. 1977)
- Andrea Scoppetta, fumettista, animatore e regista italiano (Napoli, n. 1977)
- Andrea Venturi, fumettista italiano (Bologna, n. 1963)

## Funzionari(2)
- Andrea Lo Jacono, funzionario italiano (Piazza Armerina, n. 1911 - Roma, † 2001)
- Andrea Redusi, funzionario, diplomatico e militare italiano († 1442)

## Generali(10)
- Andrea Colonna di Stigliano, IV principe di Sonnino, generale italiano (Napoli, n. 1748 - Napoli, † 1820)
- Andrea Cucino, generale italiano (Montecorvino Rovella, n. 1914 - † 1989)
- Andrea De Gennaro, generale italiano (Roma, n. 1959)
- Andrea Ferrari, generale italiano (Napoli, n. 1770 - Roma, † 1849)
- Andrea Fornasiero, generale e aviatore italiano (Este, n. 1937)
- Andrea Graziani, generale italiano (Bardolino, n. 1864 - Prato, † 1931)
- Andrea Massena, generale francese (Nizza, n. 1758 - Parigi, † 1817)
- Andrea Rispoli, generale italiano (Milano, n. 1960)
- Andrea Taurelli Salimbeni, generale italiano (Roma, n. 1965)
- Andrea Viglione, generale italiano (Torino, n. 1914 - Roma, † 1992)

## Geologi(1)
- Andrea Bina, geologo, matematico e fisico italiano (Milano, n. 1724 - Milano, † 1792)

## Gesuiti(2)
- Andrea Bobola, gesuita e missionario polacco (Strachocina, n. 1591 - Janów Poleski, † 1657)
- Andrea Pozzo, gesuita e architetto italiano (Trento, n. 1642 - Vienna, † 1709)

## Ginnaste(1)
- Andrea Bodó-Molnár, ginnasta ungherese (Budapest, n. 1934 - Novato, † 2022)

## Ginnasti(3)
- Andrea Cingolani, ginnasta italiano (Tolentino, n. 1990)
- Andrea Coppolino, ginnasta italiano (Novedrate, n. 1979)
- Andrea Russo, ginnasta italiano (Roma, n. 1997)

## Giocatori di biliardo(2)
- Andrea Paoloni, giocatore di biliardo italiano (Fermo, n. 1971)
- Andrea Quarta, giocatore di biliardo italiano (Nardò, n. 1982)

## Giocatori di bowling(1)
- Andy Varipapa, giocatore di bowling italiano (Carfizzi, n. 1891 - Hempstead, † 1984)

## Giocatori di calcio a 5(3)
- Andrea Famà, ex giocatore di calcio a 5 e allenatore di calcio a 5 italiano (Roma, n. 1964)
- Andrea Rubei, giocatore di calcio a 5 italiano (Roma, n. 1966)
- Andrea Terenzi, giocatore di calcio a 5 italiano (Latina, n. 1989)

## Giocatori di curling(4)
- Andrea Pappacena, ex giocatore di curling italiano (Trieste, n. 1965)
- Andrea Pavani, ex giocatore di curling italiano (Caracas, n. 1954)
- Andrea Pilzer, giocatore di curling italiano (Trento, n. 1991)
- Andrea Tabanelli, giocatore di curling italiano (Perugia, n. 1961 - Courmayeur, † 2020)

## Giocatori di football americano(1)
- Andrea Fimiani, giocatore di football americano italiano (n. 1996)

## Giocatori di poker(1)
- Andrea Dato, giocatore di poker e ingegnere italiano (Roma, n. 1979)

## Giocatrici di curling(1)
- Andrea Schöpp, giocatrice di curling tedesca (Garmisch-Partenkirchen, n. 1965)

## Giornaliste(1)
- Andrea Mitchell, giornalista statunitense (New Rochelle, n. 1946)

## Giornalisti(31)
- Andrea Aloi, giornalista e scrittore italiano (Torino, n. 1950)
- Andrea Barbato, giornalista, scrittore e politico italiano (Roma, n. 1934 - Roma, † 1996)
- Andrea Boscione, giornalista italiano (Alassio, n. 1927 - Torino, † 1983)
- Andrea Canestri, giornalista, scrittore e poeta italiano (Alessandria, n. 1896 - Alessandria, † 1959)
- Andrea Cangini, giornalista e politico italiano (Roma, n. 1969)
- Andrea Colombo, giornalista e scrittore italiano (Roma, n. 1954)
- Andrea De Pino, giornalista e attore italiano (Amalfi, n. 1892 - Roma, † 1966)
- Andrea Fabozzi, giornalista italiano (Napoli, n. 1971)
- Andrea Frailis, giornalista e politico italiano (Cagliari, n. 1956)
- Andrea Giambruno, giornalista, conduttore televisivo e autore televisivo italiano (Milano, n. 1981)
- Andrea Giubilo, giornalista italiano (Roma, n. 1946)
- Andrea Lucatello, giornalista, conduttore radiofonico e opinionista italiano (Sorengo, n. 1966)
- Andrea Melodia, giornalista italiano (Varese, n. 1944)
- Andrea Molino, giornalista e conduttore televisivo italiano (Roma, n. 1964)
- Andrea Monda, giornalista e scrittore italiano (Roma, n. 1966)
- Andrea Montanari, giornalista italiano (Ravenna, n. 1958)
- Andrea Monti, giornalista italiano (Milano, n. 1955)
- Andrea Nicastro, giornalista italiano (Milano, n. 1965)
- Andrea Palladino, giornalista italiano (Milano, n. 1965)
- Andrea Pamparana, giornalista, scrittore e conduttore radiofonico italiano (Milano, n. 1953)
- Andrea Pancani, giornalista e conduttore televisivo italiano (Napoli, n. 1961)
- Andrea Pesciarelli, giornalista italiano (Roma, n. 1964 - Roma, † 2011)
- Andrea Pucci, giornalista italiano (Roma, n. 1961)
- Andrea Purgatori, giornalista, sceneggiatore e saggista italiano (Roma, n. 1953 - Roma, † 2023)
- Andrea Salerno, giornalista, autore televisivo e dirigente d'azienda italiano (Roma, n. 1965)
- Andrea Sarubbi, giornalista, politico e blogger italiano (Roma, n. 1971)
- Andrea Scanzi, giornalista, scrittore e opinionista italiano (Arezzo, n. 1974)
- Andrea Tornielli, giornalista e scrittore italiano (Chioggia, n. 1964)
- Andrea Torre, giornalista e politico italiano (Torchiara, n. 1866 - Roma, † 1940)
- Andrea Vianello, giornalista, conduttore radiofonico e conduttore televisivo italiano (Roma, n. 1961)
- Andrea di Robilant, giornalista, scrittore e storico italiano (Roma, n. 1957)

## Giuristi(17)
- Andrea Amatucci, giurista italiano (Napoli, n. 1938)
- Andrea Barbazza, giurista e avvocato italiano (Messina - Bologna, † 1480)
- Andrea Belli, giurista e letterato italiano (Ruvo del Monte, n. 1760 - Napoli, † 1820)
- Andrea Belvedere, giurista italiano (Pavia, n. 1944 - Pavia, † 2024)
- Andrea Berardi, giurista, avvocato e pubblicista italiano (Roma, n. 1907 - San Polo dei Cavalieri, † 1984)
- Andrea Bonello, giurista italiano (Barletta, n. 1190 - † 1275)
- Andrea Comba, giurista italiano (Torino, n. 1936 - Torino, † 2020)
- Andrea Dalia, giurista italiano (Ercolano, n. 1938 - Cetara, † 2008)
- Andrea Fachinei, giurista italiano (Forlì, n. 1549 - † 1609)
- Andrea da Isernia, giurista italiano (Napoli, † 1316)
- Andrea Monti, giurista e editore italiano (Pescara, n. 1967)
- Andrea Platzaert, giurista e politico italiano
- Andrea Rapisardi Mirabelli, giurista italiano (Mascalucia, n. 1883 - Siena, † 1945)
- Andrea Raschèr, giurista e giornalista svizzero (Zurigo, n. 1961)
- Andrea Torrente, giurista e magistrato italiano (Casoria, n. 1908 - Roma, † 1965)
- Andrea Zoppini, giurista italiano (Roma, n. 1965)
- Andrea da Bari, giurista italiano (Bari)

## Hockeisti in-line(1)
- Andrea Alberti, hockeista in-line e ex hockeista su ghiaccio italiano (San Candido, n. 1985)

## Hockeisti su ghiaccio(6)
- Andrea Carpano, ex hockeista su ghiaccio italiano (Trento, n. 1976)
- Andrea Grassi, hockeista su ghiaccio svizzero (n. 1992)
- Andrea Moser, ex hockeista su ghiaccio italiano (San Candido, n. 1988)
- Andrea Rodeghiero, ex hockeista su ghiaccio italiano (Asiago, n. 1982)
- Andrea Schina, hockeista su ghiaccio italiano (Torino, n. 1993)
- Andrea Vanetti, hockeista su ghiaccio italiano (Varese, n. 1990)

## Hockeisti su pista(3)
- Andrea Fantozzi, hockeista su pista italiano (Massa Marittima, n. 1997)
- Andrea Gori, hockeista su pista italiano (Lodi, n. 2001)
- Andrea Malagoli, hockeista su pista italiano (Modena, n. 1991)

## Hockeisti su slittino(1)
- Andrea Chiarotti, hockeista su slittino, hockeista su ghiaccio e allenatore di hockey su ghiaccio italiano (Torino, n. 1966 - Torre Pellice, † 2018)

## Illustratori(1)
- Andrea Freccero, illustratore e fumettista italiano (Genova, n. 1968)

## Immunologhe(1)
- Andrea Ablasser, immunologa e medico tedesca (Bad Friedrichshall, n. 1983)

## Imprenditori(18)
- Andrea Lodovico Adamich, imprenditore e politico austriaco (Fiume, n. 1766 - Fiume, † 1828)
- Andrea Agnelli, imprenditore e dirigente sportivo italiano (Torino, n. 1975)
- Andrea Berrini, imprenditore, scrittore e editore italiano (Milano, n. 1953)
- Andrea Bulgarella, imprenditore e dirigente sportivo italiano (Valderice, n. 1946 - Pisa, † 2025)
- Andrea Colonna di Stigliano, imprenditore e politico italiano (Napoli, n. 1820 - Napoli, † 1872)
- Andrea Michele Dall'Armi, imprenditore e banchiere italiano (Trento, n. 1765 - Monaco di Baviera, † 1842)
- Andrea Della Valle, imprenditore italiano (Sant'Elpidio a Mare, n. 1965)
- Andrea Ercoli, imprenditore, dirigente sportivo e calciatore italiano (Roma, n. 1908 - Roma, † 2005)
- Andrea Gabrielli, imprenditore e dirigente sportivo italiano (Cittadella, n. 1957)
- Andrea Illy, imprenditore italiano (Trieste, n. 1964)
- Andrea Pezzi, imprenditore e conduttore televisivo italiano (Ravenna, n. 1973)
- Andrea Pignataro, imprenditore italiano (Bologna, n. 1970)
- Andrea Pininfarina, imprenditore italiano (Torino, n. 1957 - Trofarello, † 2008)
- Andrea Ponti, imprenditore, dirigente d'azienda e mecenate italiano (Gallarate, n. 1821 - Biumo Superiore, † 1888)
- Andrea Romeo, imprenditore, produttore cinematografico e giornalista italiano (Padova, n. 1974)
- Andrea Sassetti, imprenditore italiano (Fermo, n. 1960)
- Andrea Vecchio, imprenditore e ex politico italiano (Santa Venerina, n. 1939)
- Andrea Zenesini, imprenditore e dirigente sportivo italiano (Quistello, n. 1923 - Milano, † 1984)

## Incisori(4)
- Andrea Amoretti, incisore e tipografo italiano (San Pancrazio Parmense, n. 1758 - † 1807)
- Andrea Andreani, incisore italiano (Mantova - Mantova, † 1629)
- Andrea Bolzoni, incisore italiano (Ferrara, n. 1689 - Ferrara, † 1760)
- Andrea Pannonio, incisore ungherese (Ungheria, n. 1430 - Bologna, † 1471)

## Informatici(1)
- Andrea Mazzucchi, informatico e imprenditore italiano (Roma, n. 1966)

## Ingegneri(6)
- Andrea Chiarugi, ingegnere italiano (Firenze, n. 1937 - Firenze, † 2010)
- Andrea Dolcini, ingegnere e cartografo italiano (Livorno)
- Andrea Pigonati, ingegnere italiano (Siracusa, n. 1734 - Napoli, † 1790)
- Andrea Rinaldo, ingegnere, idrologo e ex rugbista a 15 italiano (Venezia, n. 1954)
- Andrea Stella, ingegnere italiano (Orvieto, n. 1971)
- Andrew Viterbi, ingegnere e imprenditore statunitense (Bergamo, n. 1935)

## Insegnanti(1)
- Andrea Maggi, docente, scrittore e personaggio televisivo italiano (Pordenone, n. 1974)

## Intagliatori(2)
- Andrea da Milano, intagliatore italiano (Saronno)
- Andrea Moranzone, intagliatore e scultore italiano (n. 1347 - Venezia)

## Inventori(1)
- Andrea Romagnoli, inventore, progettista e imprenditore italiano (Bologna, n. 1928 - Bologna, † 2013)

## Judoka(2)
- Andrea Regis, ex judoka italiano (Moncalieri, n. 1991)
- Andrea Stojadinov, judoka serba (n. 2000)

## Karateka(1)
- Andrea Minardi, karateka italiano (n. 1991)

## Kickboxer(1)
- Andrea Lucchese, kickboxer italiano (Palermo, n. 1979)

## Letterati(3)
- Andrea da Grosseto, letterato italiano (Grosseto)
- Andrea Memmo, letterato, politico e diplomatico italiano (Venezia, n. 1729 - Venezia, † 1793)
- Andrea Mustoxidi, letterato e storico greco (Corfù, n. 1785 - Corfù, † 1860)

## Librettisti(1)
- Andrea Leone Tottola, librettista italiano (Napoli - Napoli, † 1831)

## Linguisti(1)
- Andrea Moro, linguista, neuroscienziato e scrittore italiano (Pavia, n. 1962)

## Liutai(3)
- Andrea Amati, liutaio italiano (Cremona - Cremona, † 1577)
- Andrea Ballarin, liutaio italiano (Thiene, n. 1962)
- Andrea Guarneri, liutaio italiano (Casalbuttano ed Uniti, n. 1623 - Cremona, † 1698)

## Lottatori(2)
- Andrea D'Amico, lottatore italiano
- Andrea Minguzzi, ex lottatore italiano (Castel San Pietro Terme, n. 1982)

## Maestri di scherma(2)
- Andrea Borella, maestro di scherma e ex schermidore italiano (Venezia, n. 1961)
- Andrea Cipressa, maestro di scherma e ex schermidore italiano (Venezia, n. 1963)

## Mafiosi(1)
- Andrea Buonpadre, mafioso italiano (Roma, n. 1949 - Roma, † 1983)

## Magistrati(1)
- Andrea Ferrara, magistrato e giurista italiano (Tursi, n. 1882 - Roma, † 1954)

## Marciatori(2)
- Andrea Agrusti, marciatore italiano (Sassari, n. 1995)
- Andrea Cosi, marciatore italiano (Firenze, n. 2001)

## Matematici(5)
- Andrea Argoli, matematico, astronomo e astrologo italiano (Tagliacozzo, n. 1570 - Padova, † 1657)
- Andrea Caraffa, matematico e fisico italiano (n. 1789 - † 1845)
- Andrea Malchiodi, matematico e fisico italiano (Piacenza, n. 1972)
- Andrea Milani Comparetti, matematico e astronomo italiano (Firenze, n. 1948 - Ghezzano, † 2018)
- Andrea Relencini, matematico e artigiano italiano (Modena, n. 1541 - Lugo, † 1581)

## Medaglisti(1)
- Andrea Guazzalotti, medaglista italiano (Prato, n. 1435 - Prato, † 1495)

## Medici(12)
- Andrea Alpago, medico e arabista italiano (Belluno, n. 1450 - Padova, † 1521)
- Andrea Alverà, medico, storico dell'arte e linguista italiano (Vicenza, n. 1799 - Vicenza, † 1845)
- Andrea Amici, medico italiano (Roma, n. 1870 - Roma, † 1928)
- Andrea, medico greco antico (Caristo - Rafah, † 217 a.C.)
- Andrea Ballabio, medico italiano (Napoli, n. 1957)
- Andrea Comparetti, medico e scienziato italiano (Buttrio, n. 1745 - Padova, † 1801)
- Andrea Corsini, medico e storico della scienza italiano (Firenze, n. 1875 - Firenze, † 1961)
- Andrea Lenzi, medico italiano (Bologna, n. 1953)
- Andrea Pasquali, medico italiano (Firenze, n. 1496 - Firenze, † 1572)
- Andrea Pasta, medico e letterato italiano (Bergamo, n. 1706 - Bergamo, † 1782)
- Andrea Savaresi, medico, naturalista e mineralogista italiano (Napoli, n. 1762 - Napoli, † 1810)
- Andrea Verga, medico e politico italiano (Treviglio, n. 1811 - Milano, † 1895)

## Mercanti(1)
- Andrea Gritti, mercante, militare e politico italiano (Bardolino, n. 1455 - Venezia, † 1538)

## Mercenari(1)
- Andrea di Tartaglia da Norcia, mercenario italiano (Norcia - Marino)

## Meteorologhe(1)
- Celeste Saulo, meteorologa, diplomatica e funzionaria argentina (Buenos Aires, n. 1964)

## Meteorologi(2)
- Andrea Baroni, meteorologo, generale e conduttore televisivo italiano (Fabriano, n. 1917 - Roma, † 2014)
- Andrea Giuliacci, meteorologo e climatologo italiano (Roma, n. 1971)

## Mezzofondisti(5)
- Andrea Agostini, ex mezzofondista e fondista di corsa in montagna italiano (Breno, n. 1970)
- Andrea Benvenuti, ex mezzofondista italiano (Negrar, n. 1969)
- Andrea Giocondi, ex mezzofondista italiano (Tivoli, n. 1969)
- Andrea Lalli, mezzofondista italiano (Firenze, n. 1987)
- Andrea Longo, ex mezzofondista italiano (Piove di Sacco, n. 1975)

## Mezzosoprani(1)
- Andrea von Ramm, mezzosoprano estone (Pärnu, n. 1928 - Monaco di Baviera, † 1999)

## Microbiologi(1)
- Andrea Crisanti, microbiologo, divulgatore scientifico e politico italiano (Roma, n. 1954)

## Militari(21)
- Andrea Adorno, militare italiano (Belpasso, n. 1980)
- Andrea Aguyar, militare uruguaiano (Montevideo - Roma, † 1849)
- Andrea Angelucci, militare italiano (Spello, n. 1974 - Volperino, † 2009)
- Andrea Bafile, militare italiano (Monticchio di Bagno, n. 1878 - Cortellazzo, † 1918)
- Andrea Baldi, militare italiano (Roma, n. 1895 - Monte Dunun, † 1936)
- Andrea Brezzi, militare e aviatore italiano (Ollomont, n. 1891 - Vojussa, † 1940)
- Andrea Adolfo Campana, militare italiano (Torino, n. 1815 - Torino, † 1871)
- Andrea Capozzi, militare italiano (Valenzano, n. 1898 - Quota 717 di Bregu Rapit, † 1941)
- Andrea Gerbolini, militare italiano (San Remo, n. 1913 - Russia, † 1943)
- Andrea Ghiazza, militare italiano
- Andrea Lombardini, militare italiano (Borghi, n. 1940 - Argelato, † 1974)
- Andrea Marchini, militare italiano (Massa, n. 1921 - Passo del Pitone, † 1944)
- Andrea Mazzitelli, militare e marinaio italiano (Parghelia, n. 1753 - Napoli, † 1800)
- Andrea Millevoi, militare italiano (Roma, n. 1972 - Mogadiscio, † 1993)
- Andrea Notarachille, militare italiano (Bari, n. 1915 - Condino, † 1936)
- Andrea Luigi Paglieri, militare e partigiano italiano (Verona, n. 1918 - Bene Vagienna, † 1944)
- Andrea Pignatelli di Cerchiara, militare italiano (Campi Salentina, n. 1764 - Messico, † 1833)
- Andrea Sgarallino, militare italiano (Livorno, n. 1819 - Livorno, † 1887)
- Andrea Valiante, militare e rivoluzionario italiano (Jelsi, n. 1761 - Isola di Pantelleria, † 1829)
- Andrea d'Avalos, militare e politico italiano (Napoli, n. 1618 - Napoli, † 1709)
- Andrea di Chavigny, militare francese (n. 1150 - † 1202)

## Miniatori(2)
- Andrea Amadio, miniatore italiano (Venezia)
- Andrea da Bologna, miniatore e pittore italiano

## Missionari(2)
- Andrea da Perugia, missionario e vescovo cattolico italiano (Zayton, † 1332)
- Andrea Sciortino, missionario italiano (Burgio, n. 1705 - Palermo, † 1772)

## Modelle(6)
- Andrea Aguilera, modella ecuadoriana (Ventanas, n. 2001)
- Carolina Aguirre, modella ecuadoriana (Guayaquil, n. 1992)
- Andrea Huisgen, modella spagnola (Barcellona, n. 1990)
- Andrea Milroy, modella venezuelana (Caracas, n. 1984)
- Andrea Radonjić, modella montenegrina (Podgorica, n. 1992)
- Andrea Rubio, modella venezuelana (Caracas, n. 1998)

## Modelli(2)
- Andrea Denver, modello italiano (Verona, n. 1991)
- Andrea Zanchini, modello italiano (Cervia, n. 1969)

## Monaci cristiani(2)
- Andrea Amrhein, monaco cristiano svizzero (Gunzwil, n. 1844 - Beuron, † 1927)
- Andrea il Calibita, monaco cristiano bizantino (Creta - Costantinopoli)

## Montatori(1)
- Andrea Maguolo, montatore italiano (Roma, n. 1980)

## Mountain biker(1)
- Andrea Tiberi, mountain biker italiano (Torino, n. 1985)

## Multipliste(1)
- Andrea Bordalejo, ex multiplista argentina (Pinamar, n. 1977)

## Musicisti(7)
- Andrea Amendola, musicista italiano (Napoli)
- Thomas Hand Chaste, musicista italiano (Ancona, n. 1957)
- Andrea Falconieri, musicista, cantante e compositore italiano (Napoli - Napoli, † 1656)
- Andrea Fumagalli, musicista e cantante italiano (Monza, n. 1971)
- Andrea Mei, musicista, compositore e produttore discografico italiano (Civitanova Marche, n. 1965)
- Andrea Salvadori, musicista e compositore italiano (Volterra, n. 1974)
- Andrea Sigona, musicista italiano (Genova, n. 1969)

## Musicologi(2)
- Andrea Della Corte, musicologo e critico musicale italiano (Napoli, n. 1883 - Torino, † 1968)
- Andrea Lanza, musicologo italiano (Pecetto Torinese, n. 1947)

## Navigatori(4)
- Andrea Bianco, navigatore e cartografo italiano (Venezia)
- Andrea Corsali, navigatore italiano (Firenze, n. 1487)
- Andrea Giuseppe Croce, marinaio e velista italiano (Genova, n. 1914 - Portofino, † 1986)
- Andrea Mansi, marinaio italiano (Ravello, n. 1919 - Napoli, † 1943)

## Nobili(27)
- Andrea Matteo I Acquaviva, nobile italiano (Teramo, † 1407)
- Andrea II di Napoli, nobile († 840)
- Andrea d'Ungheria, nobile ungherese (n. 1210 - Halyč, † 1234)
- Andrea di Graben, nobile e militare austriaco (Kornberg - Sommeregg, † 1463)
- Andrea II Muzaka, nobile albanese (n. 1318 - † 1372)
- Braccio da Montone, nobile e condottiero italiano (Perugia, n. 1368 - L'Aquila, † 1424)
- Andrea Cantelmo, nobile e condottiero italiano (Pettorano sul Gizio, n. 1598 - Alcubierre, † 1645)
- Andrea di Capua, nobile e condottiero italiano (Capua - Civita Castellana, † 1511)
- Andrea Casiraghi, nobile monegasco (La Colle, n. 1984)
- Andrea Chiaramonte, nobile italiano (Palermo, † 1392)
- Andrea Concublet, nobile italiano (Arena, n. 1621 - Napoli, † 1675)
- Andrea Corner, nobile, storico e poeta italiano (Trapezonta, n. 1547 - Candia, † 1616)
- Andrea Corsini, V principe di Sismano, nobile, politico e diplomatico italiano (Firenze, n. 1804 - Roma, † 1868)
- Andrea Gerini, nobile e mecenate italiano (Firenze, n. 1691 - Firenze, † 1766)
- Ghigo VI del Viennois, nobile (n. 1184 - † 1237)
- Andrea Ghisi, nobiluomo italiano
- Andrea Giustiniani, I principe di Bassano, nobile italiano (Messina, n. 1605 - Roma, † 1667)
- Andrea Gonzaga, nobile italiano (Palermo, n. 1539 - Mantova, † 1586)
- Andrea Gonzaga, nobile († 1686)
- Andrea Malaspina, nobile italiano (Fosdinovo - Fosdinovo, † 1610)
- Andrea Paleologo, nobile (Mistra, n. 1453 - Roma, † 1502)
- Andrea Piccolomini Todeschini, nobile e politico italiano (Sarteano, n. 1445 - Siena, † 1505)
- Andrea Sanfelice, nobile italiano (Napoli, n. 1763 - Napoli, † 1808)
- Andrea Saraceno, nobile italiano (Taranto, n. 1739 - Catania, † 1829)
- Andrea Thopia, nobile albanese
- Andrea Luigi de Silva, nobile italiano
- Andrea di Slavonia, nobile ungherese (Ungheria, n. 1268)

## Notai(3)
- Andrea Corradi, notaio italiano (Mantova)
- Andrea Fasolo, notaio italiano (Chioggia - Chioggia, † 1467)
- Andrea Lancia, notaio e letterato italiano (Firenze)

## Nuotatori(14)
- Andrea Beccari, ex nuotatore italiano (Moncalieri, n. 1978)
- Andrea Bondanini, nuotatore italiano (Milano, n. 1983)
- Andrea Busato, nuotatore italiano (Treviso, n. 1987)
- Andrea Ceccarini, ex nuotatore italiano (Roma, n. 1964)
- Andrea Cecchi, ex nuotatore italiano (Casale Monferrato, n. 1968)
- Andrea Mitchell D'Arrigo, nuotatore statunitense (Roma, n. 1995)
- Andrea Filadelli, nuotatore italiano (Lavagna, n. 2001)
- Andrea Manzi, nuotatore italiano (Massa di Somma, n. 1997)
- Andrea Oriana, nuotatore italiano (Gravedona, n. 1973)
- Andrea Righi, ex nuotatore italiano (Prato, n. 1979)
- Andrea Rolla, ex nuotatore italiano (Piano di Sorrento, n. 1983)
- Andrea Toniato, ex nuotatore italiano (Cittadella, n. 1991)
- Andrea Vergani, nuotatore italiano (Milano, n. 1997)
- Andrea Volpini, nuotatore italiano (Empoli, n. 1978)

## Nuotatrici(8)
- Andrea Cedrón, nuotatrice peruviana (Trujillo, n. 1993)
- Andrea Eife, ex nuotatrice tedesca orientale (Lipsia, n. 1956)
- Andrea Fuentes, sincronetta spagnola (Valls, n. 1983)
- Andrea Gyarmati, ex nuotatrice ungherese (Budapest, n. 1954)
- Andrea Hübner, ex nuotatrice tedesca orientale (Karl-Marx-Stadt, n. 1957)
- Andrea Nugent, ex nuotatrice canadese (Montréal, n. 1968)
- Andrea Pollack, nuotatrice tedesca (Schwerin, n. 1961 - Berlino, † 2019)
- Andrea Schwartz, ex nuotatrice canadese (Winnipeg, n. 1977)

## Orafi(2)
- Andrea Arditi, orafo italiano (Firenze)
- Andrea di Jacopo d'Ognabene, orafo italiano (Pistoia)

## Ostacoliste(1)
- Andrea Vargas, ostacolista costaricana (Santiago, n. 1996)

## Ostacolisti(2)
- Andrea Ercolani Volta, ostacolista sammarinese (n. 1995)
- Andrea Giaconi, ex ostacolista italiano (Reggio nell'Emilia, n. 1974)

## Paleografi(1)
- Andrea Gloria, paleografo e storico italiano (Padova, n. 1821 - Padova, † 1911)

## Pallamaniste(2)
- Andrea Barnó, ex pallamanista spagnola (Estella, n. 1980)
- Andrea Farkas, ex pallamanista ungherese (Budapest, n. 1969)

## Pallamanisti(3)
- Andrea Bašić, pallamanista croato (Pola, n. 1985)
- Andrea Colleluori, ex pallamanista e allenatore di pallamano italiano (Penne, n. 2000)
- Andrea Parisini, pallamanista italiano (Vigevano, n. 1994)

## Pallanuotiste(1)
- Andrea Blas, pallanuotista spagnola (Saragozza, n. 1992)

## Pallanuotisti(9)
- Andrea Amelio, ex pallanuotista italiano (Imperia, n. 1986)
- Andrea Biondi, ex pallanuotista e dirigente sportivo italiano (Genova, n. 1965)
- Andrea Di Fulvio, ex pallanuotista italiano (Pescara, n. 1988)
- Andrea Fondelli, pallanuotista italiano (Genova, n. 1994)
- Andrea Mangiante, ex pallanuotista e allenatore di pallanuoto italiano (Chiavari, n. 1976)
- Andrea Pisano, ex pallanuotista e allenatore di pallanuoto italiano (La Spezia, n. 1961)
- Andrea Razzi, pallanuotista italiano (Firenze, n. 1988)
- Andrea Maria Scalzone, pallanuotista italiano (Formia, n. 1992)
- Andrea Tartaro, pallanuotista italiano (Napoli, n. 2001)

## Pallavoliste(4)
- Andrea Conti, pallavolista argentina (Buenos Aires, n. 1982)
- Andrea Drews, pallavolista statunitense (Elkhart, n. 1993)
- Andrea Fuentes, pallavolista portoricana (San Juan, n. 1999)
- Andrea Rangel, pallavolista messicana (Monclova, n. 1993)

## Pallavolisti(27)
- Andrea Aiello, ex pallavolista italiano (Parma, n. 1970)
- Andrea Argenta, pallavolista italiano (Verona, n. 1996)
- Andrea Ariaudo, pallavolista italiano (Cuneo, n. 1987)
- Andrea Bari, ex pallavolista italiano (Senigallia, n. 1980)
- Andrea Bartoletti, ex pallavolista italiano (Chiaravalle, n. 1978)
- Andrea Battilotti, pallavolista italiano (Valdagno, n. 1978)
- Andrea Bernabè, ex pallavolista e ex giocatore di beach volley italiano (Roma, n. 1969)
- Andrea Brogioni, ex pallavolista italiano (Firenze, n. 1968)
- Andrea Cesarini, pallavolista italiano (Roma, n. 1987)
- Andrea Coali, pallavolista italiano (Trento, n. 1992)
- Andrea Galaverna, pallavolista italiano (Cuneo, n. 1994)
- Andrea Galliani, pallavolista italiano (Desio, n. 1988)
- Andrea Garghella, pallavolista italiano (Padova, n. 1982)
- Andrea Lucchetta, ex pallavolista italiano (Treviso, n. 1962)
- Andrea Marchisio, pallavolista italiano (Cuneo, n. 1990)
- Andrea Mattei, pallavolista italiano (Marino, n. 1993)
- Andrea Nannini, pallavolista e allenatore di pallavolo italiano (Formigine, n. 1944 - Modena, † 2021)
- Andrea Nencini, ex pallavolista italiano (Sesto Fiorentino, n. 1948)
- Andrea Rossi, pallavolista italiano (Bibbiena, n. 1989)
- Andrea Sala, ex pallavolista italiano (Gallarate, n. 1978)
- Andrea Santangelo, pallavolista italiano (Isernia, n. 1994)
- Andrea Sardos Albertini, pallavolista italiano (Trieste, n. 1955 - Torino)
- Andrea Segnalini, ex pallavolista italiano (Roma, n. 1988)
- Andrea Semenzato, pallavolista italiano (Venezia, n. 1981)
- Andrea Truocchio, pallavolista italiano (Pescia, n. 2000)
- Andrea Zanotti, pallavolista italiano (Verona, n. 1997)
- Andrea Zorzi, ex pallavolista italiano (Noale, n. 1965)

## Parolieri(1)
- Andrea Cason, paroliere e scrittore italiano (Treviso, n. 1920 - Treviso, † 2005)

## Partigiani(2)
- Andrea Gualandi, partigiano italiano (Dozza, n. 1911 - Modigliana, † 1944)
- Andrea Giovanni Micheletti, partigiano italiano (Cuneo, n. 1924 - Roccarisa Sant'Anna, † 1945)

## Patriarchi cattolici(2)
- Andrea Bondumier, patriarca cattolico italiano (Venezia - Venezia, † 1464)
- Andrea Riggio, patriarca cattolico italiano (Palermo, n. 1660 - Roma, † 1717)

## Patrioti(7)
- Andrea Brenta, patriota e condottiero italiano (Varenna, n. 1813 - Como, † 1849)
- Andrea Cuffaro, patriota italiano (Bagheria, n. 1796 - Palermo, † 1860)
- Andrea Cesare Paris, patriota italiano (Pinerolo, n. 1820 - † 1875)
- Andrea Rivasi, patriota italiano (Calerno, n. 1758 - Montechiarugolo, † 1796)
- Andrea Rossi, patriota e militare italiano (Diano Marina, n. 1814 - Diano Marina, † 1898)
- Andrea Tonelli, patriota italiano (Coccaglio, n. 1793 - † 1859)
- Andrea Vochieri, patriota italiano (Alessandria, n. 1796 - Alessandria, † 1833)

## Pattinatori di short track(1)
- Andrea Cassinelli, pattinatore di short track italiano (Torino, n. 1993)

## Pattinatori di velocità su ghiaccio(1)
- Andrea Giovannini, pattinatore di velocità su ghiaccio italiano (Trento, n. 1993)

## Pattinatrici artistiche su ghiaccio(1)
- Andrea Kékesy, pattinatrice artistica su ghiaccio ungherese (Budapest, n. 1926 - Budapest, † 2024)

## Pattinatrici di short track(1)
- Andrea Keszler, pattinatrice di short track ungherese (Tatabánya, n. 1989)

## Pattinatrici di velocità su ghiaccio(1)
- Andrea Ehrig-Mitscherlich, ex pattinatrice di velocità su ghiaccio tedesca (Dresda, n. 1960)

## Pedagogiste(1)
- Andrea Stauffacher, pedagogista svizzera (Zurigo, n. 1950)

## Pedagogisti(1)
- Andrea Canevaro, pedagogista e editore italiano (Genova, n. 1939 - Ravenna, † 2022)

## Percussionisti(2)
- Andrea Centazzo, percussionista, compositore e produttore discografico italiano (Udine, n. 1948)
- Andrea Piccioni, percussionista italiano (Roma, n. 1970)

## Pianisti(8)
- Andrea Alberti, pianista, compositore e tastierista italiano (Trapani, n. 1949)
- Andrea Bacchetti, pianista italiano (Genova, n. 1977)
- Andrea Bonatta, pianista e direttore d'orchestra italiano (Bolzano, n. 1952)
- Andrea Cavallo, pianista, tastierista e compositore italiano (Torino, n. 1974)
- Andrea D'Alpaos, pianista, compositore e direttore di coro italiano (Venezia, n. 1966)
- Andrea Lucchesini, pianista italiano (Massa e Cozzile, n. 1965)
- Andrea Pellegrini, pianista e compositore italiano (Genova, n. 1963)
- Andrea Pozza, pianista italiano (Genova, n. 1965)

## Pilote motociclistiche(1)
- Andrea Mayer, pilota motociclistica e pilota di rally tedesca (Kaufbeuren, n. 1968)

## Piloti automobilistici(9)
- Andrea de Adamich, ex pilota automobilistico, telecronista sportivo e giornalista italiano (Trieste, n. 1941)
- Andrea Kimi Antonelli, pilota automobilistico italiano (Bologna, n. 2006)
- Andrea Belicchi, pilota automobilistico italiano (Parma, n. 1976)
- Andrea Bertolini, pilota automobilistico italiano (Sassuolo, n. 1973)
- Andrea Caldarelli, pilota automobilistico italiano (Pescara, n. 1990)
- Andrea Chiesa, pilota automobilistico svizzero (Milano, n. 1964)
- Andrea Gilardi, pilota automobilistico italiano (Alessandria, n. 1969)
- Andrea Montermini, pilota automobilistico italiano (Sassuolo, n. 1964)
- Andrea Piccini, pilota automobilistico italiano (Sansepolcro, n. 1978)

## Piloti di rally(8)
- Andrea Aghini, pilota di rally italiano (Livorno, n. 1963)
- Andrea Crugnola, pilota di rally italiano (Varese, n. 1989)
- Andrea Dallavilla, pilota di rally italiano (Brescia, n. 1969)
- Andrea Fovana, copilota di rally italiano (Borgomanero, n. 1985)
- Andrea Mabellini, pilota di rally italiano (n. 1999)
- Andrea Navarra, pilota di rally italiano (Cesena, n. 1971)
- Andrea Nucita, pilota di rally italiano (Catania, n. 1989)
- Andrea Zanussi, ex pilota di rally e editore italiano (Pordenone, n. 1961)

## Piloti motociclistici(14)
- Andrea Adamo, pilota motociclistico italiano (Erice, n. 2003)
- Andrea Antonelli, pilota motociclistico italiano (Castiglione del Lago, n. 1988 - Syčëvo, † 2013)
- Andrea Balestrieri, pilota motociclistico italiano (Parma, n. 1959)
- Andrea Ballerini, pilota motociclistico italiano (Firenze, n. 1973)
- Andrea Bartolini, ex pilota motociclistico italiano (Imola, n. 1968)
- Andrea Dovizioso, pilota motociclistico italiano (Forlimpopoli, n. 1986)
- Andrea Iannone, pilota motociclistico italiano (Vasto, n. 1989)
- Andrea Iommi, pilota motociclistico italiano (Montegranaro, n. 1977)
- Andrea Locatelli, pilota motociclistico italiano (Alzano Lombardo, n. 1996)
- Andrea Mantovani, pilota motociclistico italiano (Ferrara, n. 1994)
- Andrea Marinoni, pilota motociclistico italiano (Clusone, n. 1955)
- Andrea Migno, pilota motociclistico italiano (Cattolica, n. 1996)
- Andrea Occhini, pilota motociclistico italiano (Codogno, n. 1986)
- Andrea Zappa, pilota motociclistico italiano (Giussano, n. 1974)

## Pistard(1)
- Andrea Collinelli, ex pistard e ciclista su strada italiano (Ravenna, n. 1969)

## Poetesse(1)
- Andrea Meyer, poetessa, artista e modella tedesca (Hannover, n. 1969 - Kongsberg, † 2021)

## Poeti(12)
- Andrea da Goito, poeta e politico italiano (Goito)
- Andrea Cramarossa, poeta, attore e regista italiano (Bari, n. 1972)
- Andrea Garbin, poeta, scrittore e drammaturgo italiano (Castel Goffredo, n. 1976)
- Andrea Gibellini, poeta e scrittore italiano (Sassuolo, n. 1965)
- Andrea Maffei, poeta, librettista e traduttore italiano (Molina di Ledro, n. 1798 - Milano, † 1885)
- Andrea Mazzarella, poeta, avvocato e patriota italiano (Cerreto Sannita, n. 1764 - Cerreto Sannita, † 1823)
- Andrea Navagero, poeta, letterato e diplomatico italiano (Venezia, n. 1483 - Blois, † 1529)
- Andrea Peschiulli, poeta italiano (Corigliano d'Otranto, n. 1601 - Roma, † 1691)
- Andrea Stagi, poeta italiano
- Andrea Tosto De Caro, poeta, compositore e critico d'arte italiano (Trapani, n. 1906 - Trapani, † 1977)
- Andrea Volpini, poeta italiano (Castel Goffredo)
- Andrea Zanzotto, poeta, italianista e partigiano italiano (Pieve di Soligo, n. 1921 - Conegliano, † 2011)

## Politiche(6)
- Andrea Kalavská, politica slovacca (Trenčín, n. 1977)
- Andrea Leadsom, politica britannica (Aylesbury, n. 1963)
- Andrea Nahles, politica tedesca (Mendig, n. 1970)
- Andrea Salinas, politica statunitense (Pleasant Hill, n. 1969)
- Andrea Seastrand, politica statunitense (Chicago, n. 1941)
- Andrea Zryd, politica svizzera (n. 1975)

## Poliziotti(4)
- Andrea Bacchetti, poliziotto e ex rugbista a 15 italiano (Rovigo, n. 1988)
- Andrea Celeste, carabiniere italiano (n. 1971)
- Andrea Moneta, carabiniere italiano (Roma, n. 1969 - Bologna, † 1991)
- Andrea Schivo, poliziotto italiano (Villanova d'Albenga, n. 1895 - campo di concentramento di Flossenbürg, † 1945)

## Presbiteri(16)
- Agnello Ravennate, presbitero e storico italiano (Ravenna)
- Andrea da Montereale, presbitero italiano (Mascioni, n. 1397 - Montereale, † 1479)
- Andrea de Soveral, presbitero brasiliano (São Vicente do Seridó, n. 1572 - Cunha, † 1645)
- Andrea Beltrami, presbitero italiano (Omegna, n. 1870 - Torino, † 1897)
- Andrea Caccioli, presbitero italiano (Spello, n. 1194 - Spello, † 1254)
- Andrea Czortek, presbitero, storico e archivista italiano (Arezzo, n. 1971)
- Andrea Dotti, presbitero italiano (Sansepolcro, n. 1256 - Barucola, † 1315)
- Andrea Dũng Lạc, presbitero vietnamita (Bac Ninh - Hanoi, † 1839)
- Andrea Gaggero, presbitero e pacifista italiano (Mele, n. 1916 - Roma, † 1988)
- Andrea Gallo, presbitero, partigiano e educatore italiano (Genova, n. 1928 - Genova, † 2013)
- Andrea Gasparino, presbitero e scrittore italiano (Fontanelle di Boves, n. 1923 - Cuneo, † 2010)
- Andrea Ghetti, presbitero, educatore e attivista italiano (Milano, n. 1912 - Tours, † 1980)
- Andrea Kim Taegon, presbitero coreano (Dangjin, n. 1821 - Saenamteo, † 1846)
- Andrea Merini, presbitero e politico italiano (San Donato Milanese, n. 1799 - Milano, † 1867)
- Andrea Santoro, prete italiano (Priverno, n. 1945 - Trebisonda, † 2006)
- Andrea Vittorelli, presbitero, scrittore e storico italiano (Bassano del Grappa, n. 1590 - Roma, † 1653)

## Principi(4)
- Andrea, duca di York, principe britannico (Buckingham Palace, n. 1960)
- Andrea d'Ungheria, principe (n. 1327 - Aversa, † 1345)
- Andrea di Grecia, principe greco (Atene, n. 1882 - Monte Carlo, † 1944)
- Andrea Karađorđević, principe serbo (Bled, n. 1929 - Irvine, † 1990)

## Produttori cinematografici(1)
- Andrea Paris, produttore cinematografico italiano (Roma, n. 1972)

## Produttori discografici(1)
- Sixpm, produttore discografico, disc jockey e musicista italiano (Napoli, n. 1988)

## Produttori televisivi(1)
- Andrea Salvetti, produttore televisivo e conduttore televisivo italiano (Padova, n. 1967)

## Psichiatri(2)
- Andrea Devoto, psichiatra italiano (Firenze, n. 1927 - Monteloro di Pontassieve, † 1994)
- Andrea Dotti, psichiatra italiano (Napoli, n. 1938 - Roma, † 2007)

## Psicologi(1)
- Andrea Smorti, psicologo italiano (Firenze, n. 1949)

## Pugili(1)
- Andrea Magi, ex pugile italiano (Pesaro, n. 1966)

## Rapper(3)
- Shiva, rapper italiano (Legnano, n. 1999)
- C.U.B.A. Cabbal, rapper italiano (Pescara, n. 1972)
- Axos, rapper italiano (Milano, n. 1990)

## Registe(1)
- Andrea Arnold, regista, sceneggiatrice e attrice britannica (Dartford, n. 1961)

## Registi(26)
- Andrea Barzini, regista e sceneggiatore italiano (Roma, n. 1952)
- Andrea Bettinetti, regista italiano (Pavia, n. 1962)
- Andrea Bevilacqua, regista italiano (Roma, n. 1953)
- Andrea Bianchi, regista italiano (Castel Gandolfo, n. 1925 - Nizza, † 2013)
- Andrea Caciagli, regista italiano (Fiesole, n. 1991)
- Andrea Costantini, regista, sceneggiatore e produttore cinematografico italiano (Roma, n. 1966)
- Andrea D'Ambrosio, regista e sceneggiatore italiano (Roccadaspide, n. 1975)
- Andrea De Rosa, regista italiano (Napoli, n. 1967)
- Andrea De Sica, regista italiano (Roma, n. 1981)
- Andrea Forte Calatti, regista, scenografo e drammaturgo italiano (Milano, n. 1974)
- Andrea Forzano, regista e sceneggiatore italiano (Viareggio, n. 1915 - Roma, † 1992)
- Andrea Frazzi, regista e sceneggiatore italiano (Firenze, n. 1944 - Firenze, † 2006)
- Andrea Frezza, regista, sceneggiatore e scrittore italiano (Laureana di Borrello, n. 1937 - Vibo Marina, † 2012)
- Andrea Jublin, regista e sceneggiatore italiano (Torino, n. 1970)
- Andrea Lodovichetti, regista e sceneggiatore italiano (Fano, n. 1976)
- Andrea Magnani, regista e sceneggiatore italiano (Rimini, n. 1971)
- Andrea Manni, regista, sceneggiatore e scrittore italiano (Roma, n. 1958)
- Andrea Molaioli, regista e sceneggiatore italiano (Roma, n. 1967)
- Andrea Pallaoro, regista cinematografico e sceneggiatore italiano (Trento, n. 1982)
- Andrea Porporati, regista, scrittore e produttore cinematografico italiano (Roma, n. 1964)
- Andrea Prandstraller, regista e sceneggiatore italiano (Padova, n. 1959)
- Andrea Rovetta, regista e sceneggiatore italiano (Brescia, n. 1971)
- Andrea Segre, regista italiano (Dolo, n. 1976)
- Andrea Tonacci, regista italiano (Roma, n. 1944 - San Paolo, † 2016)
- Andrea Zaccariello, regista e sceneggiatore italiano (Sassuolo, n. 1966)
- Andrea Zingoni, regista, scrittore e artista italiano (Firenze, n. 1955)

## Registi teatrali(3)
- Andrea Adriatico, regista teatrale e regista cinematografico italiano (L'Aquila, n. 1966)
- Andrea Chiodi, regista teatrale italiano (Varese, n. 1979)
- Andrea Renzi, regista teatrale e attore italiano (Roma, n. 1963)

## Religiosi(16)
- Andrea Abellon, religioso e pittore francese (Saint-Maximin - Aix-en-Provence, † 1450)
- Andrea di Costantinopoli, religioso bizantino († 936)
- Andrea da Segni, religioso italiano (Anagni, n. 1240 - Piglio, † 1302)
- Andrea di Scozia, religioso e santo irlandese (Irlanda)
- Andrea da Albalate, religioso e vescovo cattolico spagnolo (Albalate - Viterbo, † 1277)
- Andrea da Firenze, religioso italiano († 1456)
- Andrea di Strumi, religioso italiano (Parma - † 1107)
- Andrea Corsini, religioso italiano (Firenze, n. 1301 - Fiesole, † 1374)
- Andrea Costaguta, religioso e architetto italiano (Chiavari, n. 1610 - Sassoferrato, † 1670)
- Andrea Gallerani, religioso italiano (Siena - Siena, † 1251)
- Andrea Grego da Peschiera, religioso italiano (Peschiera del Garda, n. 1400 - Morbegno, † 1485)
- Andrea del Guasto, religioso italiano (Castrogiovanni, n. 1534 - Regalbuto, † 1627)
- Andrea Lazzari, religioso, letterato e storico italiano (Urbino, n. 1754 - Roma, † 1831)
- Andrea Salos, religioso bizantino (Costantinopoli, † 956)
- Andrea Trabucco, religioso, poeta e avvocato italiano (Benevento)
- Andrea di Antiochia, religioso normanno (Antiochia, n. 1268 - Annecy, † 1360)

## Rugbisti a 15(22)
- Andrea Angrisani, rugbista a 15 italiano (Roma, n. 1958)
- Andrea Azzali, ex rugbista a 15 italiano (Parma, n. 1958)
- Andrea Barattin, ex rugbista a 15 e dirigente sportivo italiano (Treviso, n. 1972)
- Andrea Barbieri, rugbista a 15 italiano (Piombino, n. 1986)
- Andrea Benatti, ex rugbista a 15 italiano (Viadana, n. 1979)
- Andrea Castellani, ex rugbista a 15 e allenatore di rugby a 15 italiano (L'Aquila, n. 1972)
- Andrea Cavinato, ex rugbista a 15, allenatore di rugby a 15 e dirigente sportivo italiano (Treviso, n. 1963)
- Andrea Cococcetta, ex rugbista a 15 e allenatore di rugby a 15 italiano (L'Aquila, n. 1972)
- Andrea De Marchi, rugbista a 15 italiano (Montebelluna, n. 1988)
- Andrea De Rossi, ex rugbista a 15, allenatore di rugby a 15 e dirigente sportivo italiano (Genova, n. 1972)
- Andrea Di Giandomenico, rugbista a 15, allenatore di rugby a 15 e dirigente sportivo italiano (L'Aquila, n. 1975)
- Andrea Gavazzi, ex rugbista a 15 italiano (Manerbio, n. 1982)
- Andrea Gritti, ex rugbista a 15 italiano (Treviso, n. 1974)
- Andrea Lo Cicero, rugbista a 15 e conduttore televisivo italiano (Catania, n. 1976)
- Andrea Lovotti, rugbista a 15 italiano (Piacenza, n. 1989)
- Andrea Manici, ex rugbista a 15 italiano (Parma, n. 1990)
- Andrea Pratichetti, rugbista a 15 italiano (Roma, n. 1988)
- Andrea Rizzi, rugbista a 15 italiano (Cantù, n. 2007)
- Andrea Sartoretto, rugbista a 15 italiano (Treviso, n. 1984)
- Andrea Scanavacca, ex rugbista a 15 e dirigente sportivo italiano (Rovigo, n. 1973)
- Andrea Sgorlon, ex rugbista a 15 e allenatore di rugby a 15 italiano (San Donà di Piave, n. 1968)
- Andrea Zambonin, rugbista a 15 italiano (Vicenza, n. 2000)

## Saggiste(1)
- Andrea Dworkin, saggista statunitense (Camden, n. 1946 - Washington, † 2005)

## Saggisti(2)
- Andrea Colamedici, saggista italiano (Roma, n. 1987)
- Andrea Vento, saggista e giornalista italiano (L'Aia, n. 1967)

## Saltatori con gli sci(2)
- Andrea Cecon, ex saltatore con gli sci e combinatista nordico italiano (Gemona del Friuli, n. 1970)
- Andrea Morassi, ex saltatore con gli sci italiano (Tolmezzo, n. 1988)

## Santi(3)
- Andrea, santo (Betsaida, n. 5 - Patrasso, † 60)
- Andrea di Totma, santo russo (Oblast' di Vologda, n. 1638 - Tot'ma, † 1673)
- Andrea Guasconi, santo romano (Arezzo)

## Sassofonisti(3)
- Andrea Ferrario, sassofonista italiano (Milano, n. 1973)
- Andrea Innesto, sassofonista italiano (Bologna, n. 1964)
- Andrea Poltronieri, sassofonista, polistrumentista e cantante italiano (Ferrara, n. 1965)

## Scacchisti(1)
- Andrea Stella, scacchista italiano (Cremona, n. 1993)

## Sceneggiatori(4)
- Andrea Agnello, sceneggiatore italiano (Terracina, n. 1976)
- Andrea Bassi, sceneggiatore italiano (Roma, n. 1966)
- Andrea Cavaletto, sceneggiatore e fumettista italiano (Castellamonte, n. 1976)
- Andrea Di Robilant, sceneggiatore, produttore cinematografico e regista italiano (Venezia, n. 1899 - Roma, † 1977)

## Sceneggiatrici(1)
- Andrea Berloff, sceneggiatrice e regista statunitense (Framingham, n. 1974)

## Scenografi(1)
- Andrea Crisanti, scenografo e costumista italiano (Roma, n. 1936 - Roma, † 2012)

## Schermidori(8)
- Andrea Aquili, schermidore e maestro di scherma italiano (Marino, n. 1980)
- Andrea Baldini, schermidore italiano (Livorno, n. 1985)
- Andrea Bermond, ex schermidore italiano (Ivrea, n. 1964)
- Andrea Cassarà, ex schermidore italiano (Brescia, n. 1984)
- Andrea Cipriani, schermidore italiano (n. 1989)
- Andrea Marrazzi, schermidore e dirigente sportivo italiano (Livorno, n. 1887 - Roma, † 1972)
- Alberto Pellegrini, schermidore e cestista italiano (Civitavecchia, n. 1970)
- Andrea Santarelli, schermidore italiano (Foligno, n. 1993)

## Schermitrici(2)
- Andrea Chiuchich, ex schermitrice argentina (Buenos Aires, n. 1969)
- Andrea Millán, schermitrice messicana (n. 1979)

## Sciatori alpini(4)
- Andrea Arban, ex sciatore alpino italiano (n. 1961)
- Andrea Ballerin, ex sciatore alpino italiano (n. 1989)
- Andrea Fraschini, ex sciatore alpino italiano (n. 1951)
- Andrea Zinsli, ex sciatore alpino svizzero (Coira, n. 1972)

## Sciatori nautici(1)
- Andrea Alessi, ex sciatore nautico italiano (Omegna, n. 1966)

## Sciatrici alpine(18)
- Andrea Bédard, ex sciatrice alpina canadese (Sutton, n. 1963)
- Andrea Dettling, ex sciatrice alpina svizzera (Altendorf, n. 1987)
- Andrea Ellenberger, sciatrice alpina svizzera (n. 1993)
- Andrea Felber, ex sciatrice alpina austriaca (Bruck an der Mur, n. 1981)
- Andrea Filser, ex sciatrice alpina tedesca (n. 1993)
- Andrea Fischbacher, ex sciatrice alpina austriaca (Eben im Pongau, n. 1985)
- Andrea Haaser, ex sciatrice alpina austriaca (n. 1961)
- Andrea Komšić, ex sciatrice alpina croata (Kiseljak, n. 1996)
- Andrea Limbacher, ex sciatrice alpina e sciatrice freestyle austriaca (Bad Ischl, n. 1989)
- Andrea Mead Lawrence, sciatrice alpina e ambientalista statunitense (Rutland, n. 1932 - Mammoth Lakes, † 2009)
- Andrea Pospisilová, ex sciatrice alpina ceca (n. 1988)
- Andrea Raffeiner, ex sciatrice alpina italiana (n. 1971)
- Andrea Rothfuss, sciatrice alpina tedesca (Freudenstadt, n. 1989)
- Andrea Salvenmoser, ex sciatrice alpina austriaca (n. 1968)
- Andrea Schwarzenberger, ex sciatrice alpina tedesca (n. 1972)
- Andrea Straub, ex sciatrice alpina austriaca
- Andrea Thürler, ex sciatrice alpina svizzera (n. 1993)
- Andrea Zemanová, ex sciatrice alpina e ex sciatrice freestyle ceca (Vrchlabí, n. 1993)

## Sciatrici nordiche(1)
- Andrea Grossegger, ex sciatrice nordica austriaca (Hard, n. 1963)

## Scrittori(38)
- Andrea da Barberino, scrittore italiano (Barberino Val d'Elsa, n. 1370 - † 1432)
- Andrea Bajani, scrittore italiano (Roma, n. 1975)
- Andrea Ballarini, scrittore e pubblicitario italiano (Milano, n. 1961 - Roma, † 2019)
- Andrea Bouchard, scrittore, sceneggiatore e musicista italiano (Milano, n. 1963)
- Andrea Camilleri, scrittore, sceneggiatore e regista italiano (Porto Empedocle, n. 1925 - Roma, † 2019)
- Andrea Canobbio, scrittore, traduttore e curatore editoriale italiano (Torino, n. 1962)
- Andrea Cappellano, scrittore e religioso francese (n. 1150 - † 1220)
- Andrea Carlo Cappi, scrittore, traduttore e sceneggiatore italiano (Milano, n. 1964)
- Andrea Carraro, scrittore italiano (Roma, n. 1959)
- Andrea Concas, scrittore italiano (Cagliari, n. 1982)
- Andrea Cotti, scrittore, poeta e sceneggiatore italiano (San Giovanni in Persiceto, n. 1971)
- Andrea D'Angelo, scrittore italiano (Trieste, n. 1972)
- Andrea Damiano, scrittore, traduttore e giornalista italiano (Milano, n. 1900 - Milano, † 1963)
- Andrea Darmarios, scrittore greco
- Andrea De Carlo, scrittore italiano (Milano, n. 1952)
- Andrea Di Consoli, scrittore, giornalista e critico letterario svizzero (Uster, n. 1976)
- Andrea Donaera, scrittore e poeta italiano (Maglie, n. 1989)
- Andrea Fazioli, scrittore svizzero (Bellinzona, n. 1978)
- Andrea Franco, scrittore italiano (Roma, n. 1977)
- Andrea Garbarino, scrittore e giornalista italiano (Milano, n. 1948)
- Andrea Gentile, scrittore e editore italiano (Isernia, n. 1985)
- Andrea Giovene, scrittore italiano (Napoli, n. 1904 - Sant'Agata de' Goti, † 1995)
- Andrea Guarna, scrittore e umanista italiano
- Andrea Kerbaker, scrittore e direttore artistico italiano (Milano, n. 1960)
- Andrea Lo Forte Randi, scrittore italiano (Palermo, n. 1845 - Palermo, † 1915)
- Andrea Maietti, scrittore e giornalista italiano (Milano, n. 1941)
- Andrea Malabaila, scrittore italiano (Torino, n. 1977)
- Andrea Molesini, scrittore e poeta italiano (Venezia, n. 1954)
- Andrea Pellegrini, scrittore e saggista italiano (Lucca, n. 1971)
- Andrea G. Pinketts, scrittore, giornalista e personaggio televisivo italiano (Milano, n. 1960 - Milano, † 2018)
- Andrea Piva, scrittore, sceneggiatore e giocatore di poker italiano (Salerno, n. 1971)
- Andrea Pomella, scrittore italiano (Roma, n. 1973)
- Andrea da Schivenoglia, scrittore e storico italiano (Mantova, n. 1411)
- Andrea Tarabbia, scrittore italiano (Saronno, n. 1978)
- Andrea Valente, scrittore e illustratore italiano (Merano, n. 1968)
- Andrea Villani, scrittore e drammaturgo italiano (Salsomaggiore Terme, n. 1960)
- Andrea Vitali, scrittore italiano (Bellano, n. 1956)
- Andrew Faber, scrittore e poeta italiano (Roma, n. 1978)

## Scrittrici(3)
- Andrea Barrett, scrittrice statunitense (Boston, n. 1954)
- Andrea Levy, scrittrice britannica (Londra, n. 1956 - † 2019)
- Andrea Maria Schenkel, scrittrice tedesca (Ratisbona, n. 1962)

## Scultori(24)
- Andrea Alessi, scultore e architetto italiano (Alessio, n. 1425 - Spalato, † 1505)
- Andrea Pisano, scultore e architetto italiano (Pontedera - Orvieto)
- Andrea di Onofrio, scultore italiano (Firenze, n. 1388)
- Andrea Bolgi, scultore italiano (Carrara, n. 1606 - Napoli, † 1656)
- Andrea Bregno, scultore e architetto italiano (Osteno - Roma, † 1503)
- Andrea Briosco, scultore italiano (Trento, n. 1470 - Padova, † 1532)
- Andrea Brustolon, scultore italiano (Belluno, n. 1662 - Belluno, † 1732)
- Andrea Cariello, scultore e incisore italiano (Padula, n. 1807 - Napoli, † 1870)
- Andrea Cascella, scultore, pittore e ceramista italiano (Pescara, n. 1919 - Milano, † 1990)
- Andrea Cavalcanti, scultore e architetto italiano (Borgo a Buggiano, n. 1412 - Firenze, † 1462)
- Andrea Cominelli, scultore e architetto italiano (Venezia)
- Andrea della Robbia, scultore e ceramista italiano (Firenze, n. 1435 - Firenze, † 1525)
- Andrea Falcone, scultore italiano (Napoli, n. 1630 - Napoli, † 1677)
- Andrea Fantoni, scultore italiano (Rovetta, n. 1659 - Bergamo, † 1734)
- Andrea Ferrucci, scultore italiano (Fiesole, n. 1465 - Firenze, † 1526)
- Andrea Fusina, scultore italiano (Fusine, n. 1470 - Milano, † 1526)
- Andrea Guardi, scultore italiano
- Andrea Malfatti, scultore italiano (Mori, n. 1832 - Trento, † 1917)
- Andrea Mancino, scultore italiano (Lombardia)
- Andrea Parini, scultore, ceramista e incisore italiano (Caltagirone, n. 1906 - Gorizia, † 1975)
- Andrea Sansovino, scultore e architetto italiano (Monte San Savino - Monte San Savino, † 1529)
- Andrea Spadini, scultore italiano (Roma, n. 1912 - Roma, † 1983)
- Andrea del Verrocchio, scultore e pittore italiano (Firenze, n. 1435 - Venezia, † 1488)
- Andrea dell'Aquila, scultore e pittore italiano (L'Aquila)

## Sindacalisti(2)
- Andrea Borghesi, sindacalista italiano (Avezzano, n. 1972)
- Sergio Garavini, sindacalista e politico italiano (Torino, n. 1926 - Roma, † 2001)

## Slittiniste(2)
- Andrea Tagwerker, ex slittinista austriaca (Bludenz, n. 1970)
- Andrea Vötter, slittinista italiana (Bressanone, n. 1995)

## Sociologi(1)
- Andrea Tiddi, sociologo e antropologo italiano (Roma, n. 1968)

## Soprani(2)
- Andrea Gruber, soprano statunitense (New York, n. 1966)
- Andrea Rost, soprano ungherese (Budapest, n. 1962)

## Sovrani(5)
- Andrea Tanca de Lacon Gunale, sovrano (n. 1020)
- Andrea I d'Ungheria, sovrano (Zirc, † 1060)
- Andrea II d'Ungheria, sovrano († 1235)
- Andrea III d'Ungheria, sovrano (Venezia - Buda, † 1301)
- Andrea di Galizia, sovrano russo († 1323)

## Sportivi(1)
- Andrea Ferro, sportivo italiano (Trento, n. 1967)

## Storici(15)
- Andrea Balletti, storico, letterato e avvocato italiano (Reggio Emilia, n. 1850 - Reggio Emilia, † 1938)
- Andrea Bernardi, storico italiano (San Giovanni in Persiceto, n. 1450 - Forlì, † 1522)
- Andrea Cambini, storico, umanista e scrittore italiano († 1527)
- Andrea Frediani, storico e scrittore italiano (Roma, n. 1963)
- Andrea Gallandi, storico italiano (Venezia, n. 1709 - Venezia, † 1779)
- Andrea Giardina, storico italiano (Palermo, n. 1949)
- Andrea Graziosi, storico italiano (Roma, n. 1954)
- Andrea Lombardi, storico e politico italiano (Tramutola, n. 1785 - Potenza, † 1849)
- Andrea Morosini, storico italiano (Venezia, n. 1558 - † 1618)
- Andrea Nicolio, storico italiano (n. 1536 - † 1587)
- Andrea Riccardi, storico, politico e attivista italiano (Roma, n. 1950)
- Andrea Santangelo, storico e scrittore italiano (Torino, n. 1970)
- Andrea Vitali, storico, regista teatrale e musicologo italiano (Faenza, n. 1952)
- Andrea da Bergamo, storiografo italiano (Bergamo)
- Andrea da Ratisbona, storico tedesco (Reichenbach, n. 1380 - Ratisbona, † 1444)

## Storici dell'arte(3)
- Andrea Alessi, storico dell'arte italiano (Roma, n. 1975)
- Andrea Bruciati, storico dell'arte italiano (Corinaldo, n. 1968)
- Andrea Emiliani, storico dell'arte e funzionario italiano (Predappio, n. 1931 - Bologna, † 2019)

## Tastieristi(1)
- Andrea De Paoli, tastierista e produttore discografico italiano (Savona, n. 1976)

## Tennistavolisti(1)
- Andrea Borgato, tennistavolista italiano (Monselice, n. 1972)

## Tenniste(12)
- Andrea Betzner, ex tennista tedesca (Friburgo in Brisgovia, n. 1966)
- Andrea Glass, ex tennista tedesca (Darmstadt, n. 1976)
- Andrea Gámiz, tennista venezuelana (Caracas, n. 1992)
- Andrea Holíková, ex tennista cecoslovacca (Praga, n. 1968)
- Andrea Jaeger, ex tennista statunitense (Chicago, n. 1965)
- Andrea Leand, ex tennista statunitense (n. 1964)
- Andrea Lázaro García, tennista spagnola (Spagna, n. 1994)
- Andrea Petković, ex tennista tedesca (Tuzla, n. 1987)
- Andrea Sestini Hlaváčková, ex tennista ceca (Plzeň, n. 1986)
- Andrea Strnadová, ex tennista cecoslovacca (n. 1972)
- Andrea Temesvári, ex tennista ungherese (Budapest, n. 1966)
- Andrea Vieira, ex tennista brasiliana (São Paulo, n. 1971)

## Tennisti(5)
- Andrea Arnaboldi, ex tennista italiano (Milano, n. 1987)
- Andrea Collarini, tennista statunitense (New York, n. 1992)
- Andrea Pellegrino, tennista italiano (Bisceglie, n. 1997)
- Andrea Stoppini, ex tennista italiano (Trento, n. 1980)
- Andrea Vavassori, tennista italiano (Torino, n. 1995)

## Tenori(2)
- Andrea Carè, tenore italiano (Torino, n. 1981)
- Andrea Nozzari, tenore italiano (Vertova, n. 1776 - Napoli, † 1832)

## Teologi(3)
- Andrea Carlostadio, teologo tedesco (Karlstadt - Basilea, † 1541)
- Andrea Cirino, teologo, letterato e storico italiano (Messina, n. 1618 - Palermo, † 1664)
- Andrea Saramita, teologo italiano (Milano, † 1300)

## Tipografi(2)
- Andrea Paltassich, tipografo dalmata (Cattaro)
- Andrea Torresano, tipografo e editore italiano (Asola, n. 1451 - Venezia, † 1528)

## Tiratori a segno(1)
- Andrea Liverani, tiratore a segno italiano (Milano, n. 1990)

## Traduttori(2)
- Andrea Divo di Capodistria, traduttore italiano
- Andrea Plazzi, traduttore e saggista italiano (Bologna, n. 1962)

## Triatlete(1)
- Andrea Hewitt, triatleta neozelandese (Christchurch, n. 1982)

## Triatleti(1)
- Andrea Secchiero, triatleta italiano (Milano, n. 1988)

## Triplisti(1)
- Andrea Dallavalle, triplista italiano (Piacenza, n. 1999)

## Trombettisti(3)
- Andrea Giuffredi, trombettista italiano (Parma, n. 1965)
- Andrea Spione, trombettista, compositore e direttore d'orchestra italiano (Cerignola, n. 1938 - Cerignola, † 2006)
- Andrea Tofanelli, trombettista italiano (Viareggio, n. 1965)

## Trombonisti(1)
- Andrea Andreoli, trombonista italiano (Bergamo, n. 1983)

## Tuffatori(3)
- Andrea Barnabà, tuffatore italiano (Trieste, n. 2004)
- Andrea Chiarabini, ex tuffatore italiano (Roma, n. 1995)
- Andrea Cosoli, tuffatore italiano (Roma, n. 1999)

## Tuffatrici(2)
- Lea De Mae, tuffatrice e attrice pornografica ceca (Praga, n. 1976 - Praga, † 2004)
- Andrea Spendolini-Sirieix, tuffatrice britannica (Londra, n. 2004)

## Umanisti(7)
- Andrea Brigenti, umanista e poeta italiano (Agna, n. 1681 - Venezia, † 1750)
- Andrea Della Rena, umanista italiano (Lucca, n. 1476 - Londra, † 1517)
- Andrea Dudith-Sbardellati, umanista e vescovo cattolico ungherese (Buda, n. 1533 - Breslavia, † 1589)
- Andrea Domenico Fiocchi, umanista italiano (Firenze - Roma, † 1452)
- Andrea Fulvio, umanista, antiquario e numismatico italiano (Palestrina - Roma, † 1527)
- Andrea Giovanni Lascaris, umanista e scrittore bizantino (Costantinopoli, n. 1445 - Roma, † 1534)
- Andrea Marone, umanista e poeta italiano (Roma, † 1528)

## Velisti(4)
- Andrea Baldini, velista italiano (Roma, n. 1968)
- Andrea Fantini, velista italiano (Ferrara, n. 1982)
- Andrea Mura, velista e ex politico italiano (Cagliari, n. 1964)
- Andrea Stella, velista italiano (Sandrigo, n. 1976)

## Velociste(5)
- Andrea Anderson, ex velocista statunitense (Harbor City, n. 1977)
- Andrea Bouma, velocista olandese (Sassenheim, n. 1999)
- Andrea Lynch, ex velocista britannica (Barbados, n. 1952)
- Andrea Miklós, velocista rumena (Cluj-Napoca, n. 1999)
- Andrea Philipp, ex velocista tedesca (n. 1971)

## Velocisti(6)
- Andrea Amici, ex velocista italiano (n. 1971)
- Andrea Barberi, velocista italiano (Tivoli, n. 1979 - Tivoli, † 2023)
- Andrea Colombo, ex velocista italiano (Bollate, n. 1974)
- Andrea Federici, velocista italiano (Brescia, n. 1997)
- Andrea Nuti, ex velocista italiano (Milano, n. 1967)
- Andrea Oliverio, velocista italiano (Bergamo, n. 1982)

## Vescovi(5)
- Andrea, vescovo italiano
- Andrea, vescovo italiano (Torino)
- Andrea di Creta, vescovo bizantino (Damasco - Mitilene, † 740)
- Andrea, vescovo longobardo
- Andrea di Samosata, vescovo bizantino

## Vescovi cattolici(27)
- Andrea Andreozzi, vescovo cattolico italiano (Macerata, n. 1968)
- Andrea Bon, vescovo cattolico italiano (Venezia - † 1466)
- Andrea Bon, vescovo cattolico italiano (Venezia)
- Andrea Bratti, vescovo cattolico italiano (Capodistria, n. 1759 - Forlì, † 1835)
- Andrea da Montecchio, vescovo cattolico italiano (Treia - Osimo, † 1454)
- Andrea Maria Erba, vescovo cattolico italiano (Biassono, n. 1930 - Velletri, † 2016)
- Andrea Fiore, vescovo cattolico italiano (Carmagnola, n. 1853 - Cuneo, † 1914)
- Andrea Formica, vescovo cattolico italiano (Alessandria, n. 1812 - Cuneo, † 1885)
- Andrea Franchi, vescovo cattolico italiano (Pistoia, n. 1335 - Pistoia, † 1401)
- Andrea Gemma, vescovo cattolico e scrittore italiano (Napoli, n. 1931 - Roma, † 2019)
- Andrea Lucchesi Palli, vescovo cattolico e nobile italiano (Messina, n. 1692 - Agrigento, † 1768)
- Andrea Massa, vescovo cattolico italiano (Melfi, n. 1607 - Gallipoli, † 1655)
- Andrea Migliavacca, vescovo cattolico italiano (Pavia, n. 1967)
- Andrea dei Mozzi, vescovo cattolico italiano (Firenze - † 1296)
- Andrea Novelli, vescovo cattolico italiano († 1521)
- Andrea Rapicio, vescovo cattolico e giurista italiano (Trieste, n. 1533 - Trieste, † 1573)
- Andrea Righetti, vescovo cattolico italiano (Sesta Godano, n. 1843 - Carpi, † 1924)
- Andrea Ripa, vescovo cattolico italiano (Rimini, n. 1972)
- Andrea Sarti, vescovo cattolico italiano (Rontano, n. 1849 - Pistoia, † 1915)
- Andrea Segazeno, vescovo cattolico italiano
- Andrea Maria Sterk, vescovo cattolico croato (Volosca, n. 1827 - Trieste, † 1901)
- Andrea Trevisan, vescovo cattolico italiano († 1504)
- Andrea Turazzi, vescovo cattolico italiano (Bondeno, n. 1948)
- Andrea Veggio, vescovo cattolico italiano (Manerba del Garda, n. 1923 - Negrar di Valpolicella, † 2020)
- Andrea Zantani, vescovo cattolico italiano
- Andrea d'Austria, vescovo cattolico, cardinale e abate austriaco (Březnice, n. 1558 - Roma, † 1600)
- Andrea de Aptis, vescovo cattolico italiano

## Violinisti(2)
- Andrea Costa, violinista italiano (Cesena, n. 1971)
- Andrea Restori, violinista, direttore d'orchestra e compositore italiano (Pontremoli, n. 1778)

## Wrestler(1)
- Andres Diamond, wrestler italiano (Monza, n. 1986)

## Zoologi(1)
- Andrea Aradas, zoologo e anatomista italiano (Catania, n. 1810 - Viagrande, † 1882)

## Senza attività specificata(13)
- Andrea Accomazzo, ingegnere aerospaziale italiano (Domodossola, n. 1970)
- Andrea di Gaeta, duca normanno
- Andrea di Raviscanina, cavaliere medievale normanno
- Andrea Colasio, ex politico italiano (Noventa Padovana, n. 1957)
- Andrea Di Giovanni y Centellés, italiano (Messina, n. 1742 - Catania, † 1821)
- Andrea Guarino, ex politico italiano (Roma, n. 1953)
- Andrea Kaggwa, ugandese (Bugangayizi, n. 1856 - Munyonyo, † 1886)
- Andrea Marcato, allenatore di rugby a 15, rugbista a 15 e dirigente sportivo italiano (Padova, n. 1983)
- Andrea Masi, allenatore di rugby a 15 e ex rugbista a 15 italiano (L'Aquila, n. 1981)
- Andrea Moretti, allenatore di rugby a 15 e ex rugbista a 15 italiano (Mantova, n. 1972)
- Andrea Oxner da Rinn, tedesco (n. 1459 - Rinn, † 1462)
- Andrea Pusateri, paraciclista e triatleta italiano (Monfalcone, n. 1993)
- Andrea Valentini, ex pentatleta italiano (Roma, n. 1977)